# Metro de la Ciudad de México
El Metro de la Ciudad de México es la red de ferrocarril metropolitano de la capital mexicana, la Ciudad de México y su área metropolitana. Su operación y explotación está a cargo del organismo público descentralizado denominado Sistema de Transporte Colectivo (STC), y su construcción, a cargo de la Secretaría de Obras y Servicios de la Ciudad de México (antes Secretaría de Obras y Servicios del Distrito Federal).
En el 2006, ocupó el tercer lugar a nivel mundial en captación de usuarios, al transportar a un promedio de 3.9 millones de pasajeros al día (en ocasiones superado por los metros de Nueva York, Moscú y Tokio). También en ese año obtuvo el quinto lugar a nivel mundial por la extensión de su red.
Hasta el 12 de agosto de 2013 su construcción fue gestionada por el denominado Proyecto Metro del Distrito Federal, un organismo desconcentrado de la citada secretaría. Se conoce coloquialmente como Metro, por la contracción del término tren metropolitano.
El metro de la Ciudad de México cuenta con 12 líneas, cada una con un número, letra y color distintivo. El parque vehicular está formado por trenes de rodadura neumática en las líneas 1, 2, 3, 4, 5, 6, 7, 8, 9 y B, y trenes de rodadura férrea en las líneas A y 12.
La longitud total de la red es de 226.49 km. con 195 estaciones. La tensión a la que operan todos los trenes (neumáticos y férreos) es de 750 VCC, con excepción de la Línea 12, cuyos trenes requieren una tensión de 1,500 VCC. El sistema tiene aproximadamente 3,333 vagones con una capacidad estándar de 1,530 personas por tren; 15,239 empleados directos; 1,684.94 viajes anuales por pasajero; 859.59 millones de kWh en consumo de energía eléctrica y 114.03 millones de kilómetros por vagón al año.
El metro cuenta con 115 estaciones construidas de forma subterránea; 55 estaciones de forma superficial, 24 estaciones de manera elevada y 1 de forma sobre elevada conformando un total de 184 estaciones en la que atraviesan la Ciudad de México y 11 parte del Estado de México.

## Historia

### Inicios

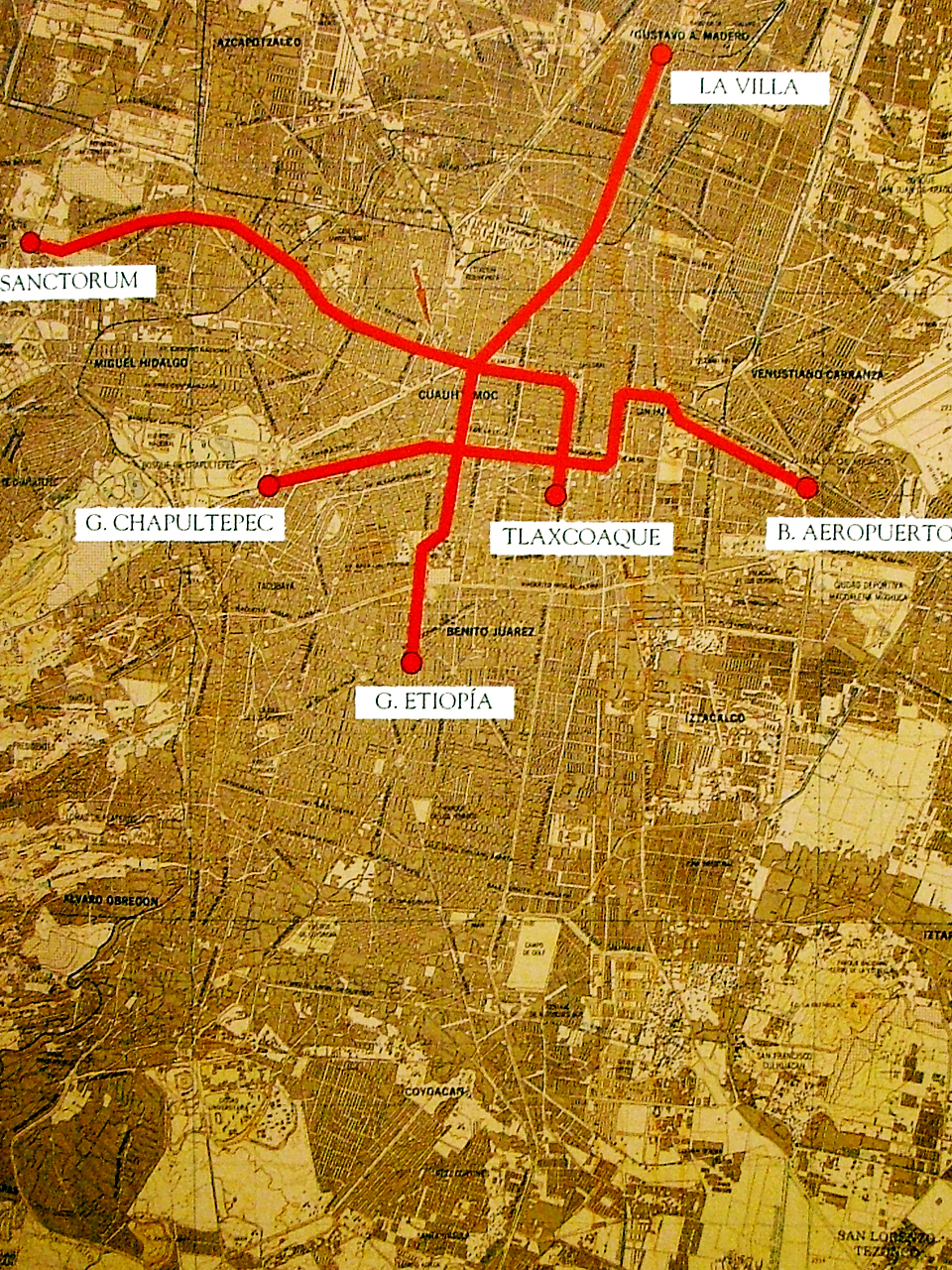
Propuesta de la etapa 1 del Metro, elaborada en 1967.

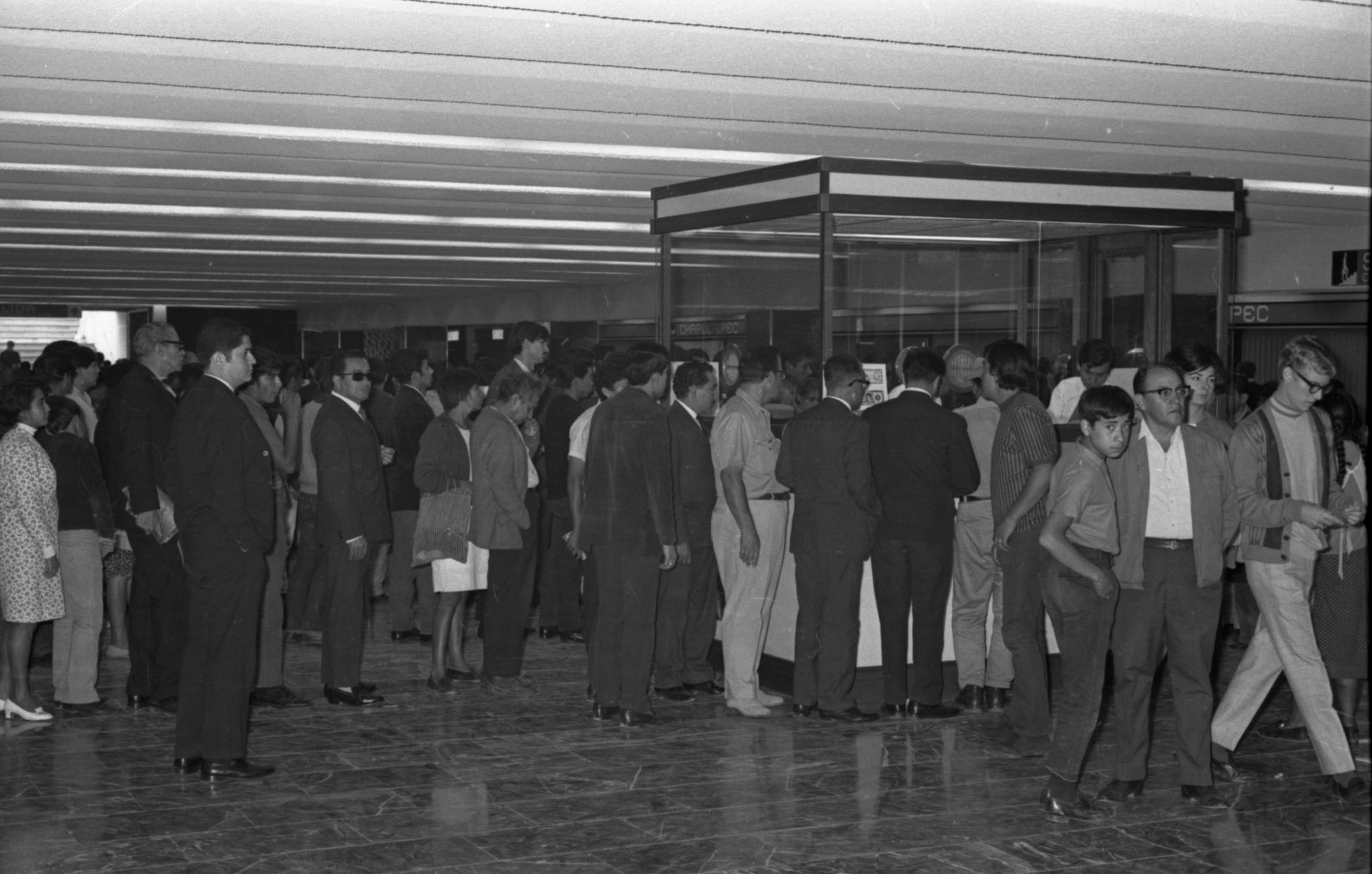
Taquillas de la estación Chapultepec el 5 de septiembre de 1969, primer día de operaciones al público.

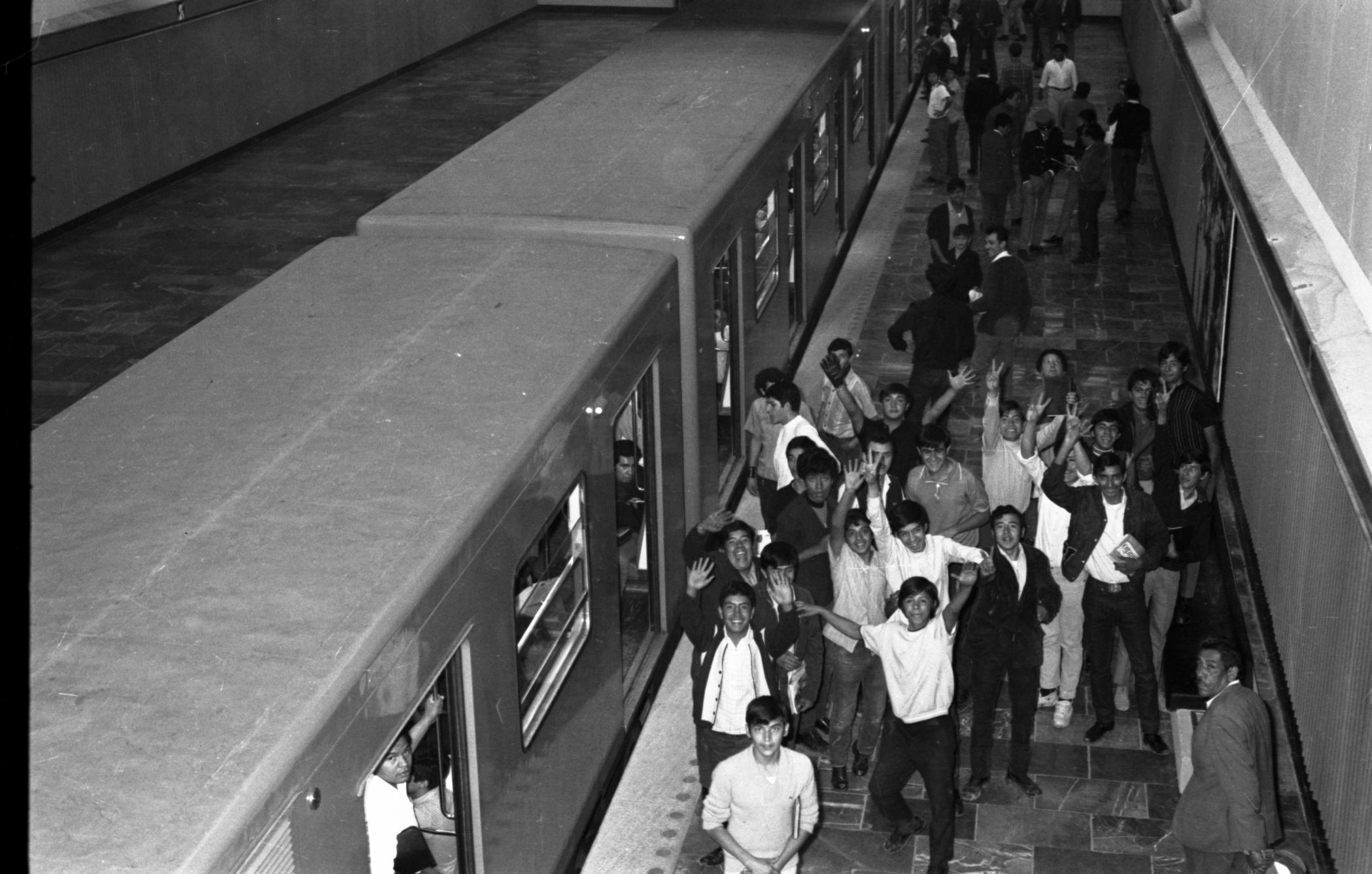
Niños y jóvenes en el andén de la estación Chapultepec, 5 de septiembre de 1969.

Las grandes ciudades se caracterizan por conflictos viales debidos a la elevada demanda de transporte e intensa actividad económica. El Distrito Federal inició el siglo XX con aproximadamente 540 000 habitantes y 800 vehículos para satisfacer su demanda de transporte. Para 1953 la población se había incrementado a 3.5 millones y en 1960 la cifra superaba los 4.5 millones. Para 1964 había una fuerte tendencia hacia los 5 millones de habitantes en contraste con las 7200 unidades de transporte público que circulaban por la capital (casi un 40 % de los viajes totales se hacían en el centro de la ciudad).
Existen antecedentes poco documentados sobre las propuestas de trenes metropolitanos en la Ciudad de México: estudiantes de la Universidad Nacional Autónoma de México, en 1958, presentaron el proyecto de un monorriel para la Ciudad de México como tema de tesis; en 1960, Vicente S. Pedrero y Ramón C. Aguado presentaron al Departamento del Distrito Federal estudios de factibilidad para la construcción de un monorriel, y en 1965, José María Fernández desarrolló un proyecto para la construcción de un sistema de transporte elevado y subterráneo.
El ingeniero Bernardo Quintana Arrioja, fundador de la empresa mexicana Ingenieros Civiles y Asociados, S.A. de C.V., hoy Empresas ICA, S.A.B. de C.V., elaboró estudios que permitieron la creación de un anteproyecto, y posteriormente un proyecto, para la construcción de un sistema de transporte masivo en la Ciudad de México. La propuesta del proyecto se presentó en 1958 a Ernesto P. Uruchurtu, regente de Ciudad de México de 1952 a 1966, quien la rechazó al considerarla económicamente costosa. Uruchurtu habría aconsejado al presidente Adolfo López Mateos negar el proyecto del metro en favor de promover más vías rápidas en la ciudad. Además, por entonces, México había roto relaciones con el Banco Mundial, por lo que carecía de fuentes para un financiamiento de gran magnitud. Además, el 28 de julio de 1957, un sismo de 7.7 grados en la escala de Richter dañó diversos edificios del centro de la ciudad, hecho que provocó la desconfianza entre las autoridades para construir proyectos de grandes dimensiones como el presentado por Bernardo Quintana.
Luego de una visita a Japón en 1961, Quintana impulsó dentro de ICA la idea del Metro. Dentro del mismo se vaticinaba que el proyecto fracasaría, por lo que Quintana trabajaría en los siguientes años en el desarrollo del mismo. Dada la renuncia de Ernesto P. Uruchurtu, Quintana presentó nuevamente su proyecto de transporte en el sexenio de Gustavo Díaz Ordaz. De nueva cuenta el obstáculo resultó el costo elevado de la obra. Gustavo Díaz Ordaz decidió aprovechar el acercamiento del presidente francés Charles de Gaulle hacia Latinoamérica. Alex Berger, empresario francés, entonces esposo de la actriz María Félix, amigo de Bernardo Quintana, fungió como mediador entre los gobiernos francés y mexicano para la obtención del crédito. Como resultado de la negociación, el gobierno mexicano cubrió el costo de la obra civil, estudios de geotecnia, diseño de estaciones, entre otros, y el gobierno francés la obra electromecánica. El proyecto de inversión llamado entonces «llave en mano», fue hecho por un consorcio entre la Compañía Mexicana de Comercio Exterior, la Française d'Importation et d'Exportation (CIE) y el Banque Nationale (del francés: Banco Nacional) de París. Los fondos franceses se pagaron a 30 años con una tasa del 3 % anual.
Alfonso Corona del Rosal, entonces regente de la ciudad, convenció al presidente Díaz Ordaz de aceptar el Metro luego de que el alcalde de Montreal le mostrara la construcción del metro de esa ciudad con técnicas francesas, de que conociera el Metro de París y de la confianza en Quintana en la ejecución de obra pública. Se optó por el sistema de rueda neumática, por ser más adecuado al suelo de Ciudad de México, ya que absorbe el impacto de los hundimientos diferenciales y reduce el ruido por golpeteo, y había sido probado con éxito en París y Montreal.
Una de las principales preocupaciones del gobierno mexicano era la seguridad de la obra civil por las condiciones del suelo de la ciudad, por lo reducido del espacio en ciertas zonas de la ciudad para construir y por estar en un área sísmica, por lo que se formó una comisión de ingeniería mexicana y francesa, resolviendo los distintos retos que planteaba el metro de la capital mexicana basados en la experiencia del metro parisino.
El 29 de abril de 1967, se publicó, en el Diario Oficial de la Federación, el decreto presidencial que crea el Sistema de Transporte Colectivo, organismo público descentralizado, para construir, operar y explotar un tren rápido subterráneo como parte del transporte público del Distrito Federal.
En el cruce de avenida Chapultepec con la calle Bucareli, el 19 de junio de 1967, se realizó la ceremonia de inicio de obra para construir la línea 1 del Sistema de Transporte Colectivo. Aunque no era el plan original, el gobierno de México cedió a Grupo ICA la obra civil y electromecánica con el fin de aumentar la responsabilidad de esa empresa en caso de fracaso. Quintana habría planteado el programa de construcción «40 kilómetros de vía de operación en 40 meses de ejecución», trabajando para ello 38 mil trabajadores y 800 técnicos 24 horas, los 7 días de la semana. Para solucionar los efectos de la sismicidad capitalina, se optó por construir estructuras flexibles con los sistemas denominados como «túnel de cajón» y «muros de Milán». Dicho sistema se basa en abrir zanjas para las paredes del túnel, estas se cuelan y se dejan fraguar, se realiza una excavación entre ambos muros, luego se cuela el firme del piso y por último la losa. De esta manera se previene el riesgo de deslaves del suelo y daños al entorno. Además, se utilizó un sistema de compensación del peso del suelo desplazado, en donde el túnel tiene que pesar lo mismo que el volumen de suelo que se sustrajo, basado en el principio de Arquímedes.
La obra tuvo un costo total de MXP$ 2 530 millones, de los cuales, MXP$ 1 630 millones provinieron del crédito francés y MXP$ 900 millones por parte del Departamento del Distrito Federal.

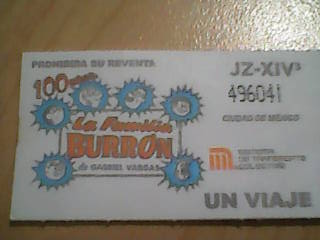
Boleto del Metro de la Ciudad de México que conmemora el centenario de La Familia Burrón.

El 4 de septiembre de 1969, Gustavo Díaz Ordaz y Alfonso Corona del Rosal, Regente del Distrito Federal de 1966 a 1970, inauguraron formalmente el servicio entre las estaciones Chapultepec y Zaragoza. Un tren construido por la compañía francesa Alsthom, modelo MP-68, decorado con franjas tricolores y el escudo nacional mexicano a sus costados, realizó el recorrido inaugural entre las estaciones Insurgentes y Zaragoza. El metro entró en operaciones un día después, el 5 de septiembre de 1969 a las 5:58 horas. Las primeras personas que compraron un boleto del metro en la taquilla de la estación Chapultepec fueron Gladys Pereyra Robles, estudiante de idiomas; Mario Medrano, comerciante, y Mario Jesús Ríos, estudiante, quienes fueron atendidos por Carlos Chávez Zempoaltécatl, taquillero. En la entonces terminal Zaragoza, los primeros en abordar el primer convoy del día fueron Francisco Cervantes Alcalá y Juan Cáceres, así como otras 27 personas.

### Plan Maestro del Metro

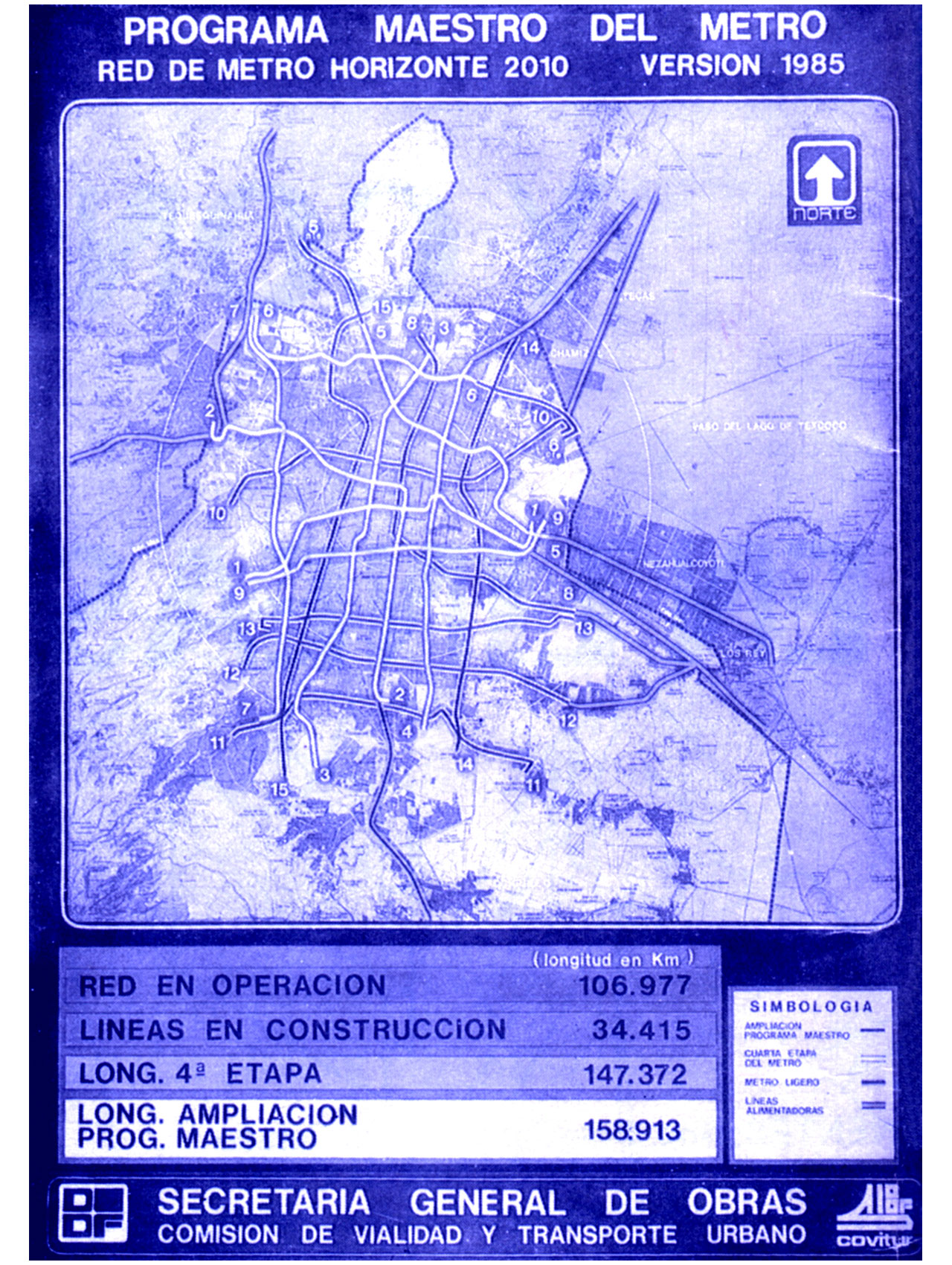
Programa Maestro del Metro, elaborado en 1985 por la Comisión de Vialidad y Transporte Urbano (COVITUR).

Es un instrumento utilizado para determinar metas de movilidad a cubrir por el Sistema de Transporte Colectivo en diferentes horizontes a futuro. Estas metas representan las ampliaciones óptimas del servicio de acuerdo a políticas de desarrollo urbano y posibilidades de ejecución. El trazado de la red del Metro, desde sus inicios, se hace mediante la planeación, de los puntos de origen-destino, en donde se mide el grado en el que se requiere construir una nueva línea o ampliar una ya existente, además de integrarla a puntos de interés, zonas de trabajo y comerciales. Estos proyectos del Metro de la Ciudad de México se realizan a través del Plan Maestro, ya anteriormente definido, fungiendo como rector para la construcción de nuevas líneas y la ampliación de las ya existentes, estos planes han sufrido cambios, cancelaciones y omisiones con respecto a lo planeado. La demanda del metro a lo largo del tiempo ha aumentado, por lo que es necesario analizar y llevar a cabo una continuidad para dichos planes, con una nueva visión a mediano y largo plazo del metro.
Bernardo Quintana Arrioja funda y preside, en 1977, el consejo de administración de Constructora Metro, S. A. de C. V., el cual, en colaboración con el Departamento del Distrito Federal crean el Plan Maestro del Metro ese mismo año. El proyecto consideraba la construcción de 5 líneas nuevas y la ampliación de las 3 líneas construidas hasta ese año (líneas 1, 2 y 3). En total, se construirían 15 líneas con una longitud total de vía de 315 km.
En 1985, la Secretaría General de Obras del Departamento del Distrito Federal presentó a través de la Comisión de Vialidad y Transporte Urbano (COVITUR) el Programa Maestro del Metro versión 1985 horizonte 2010. En este programa se estableció una longitud total del sistema de 306.29 km que incluía 15 líneas principales de rodadura neumática, 8 líneas alimentadoras con características de tren suburbano de rodadura férrea y una línea de Tren ligero. La línea B es la última ruta construida basándose en el plan de 1985; su trazo representa la unificación de los trazos de las líneas 10 y B presentadas en ese plan.
La Comisión de Vialidad y Transporte Urbano transfirió a la Secretaría de Transportes y Vialidad del Distrito Federal la coordinación del Plan Maestro del Metro y Trenes Ligeros el 1.º de enero de 1995. El 1.º de septiembre de 1995 esta coordinación fue transferida al Sistema de Transporte Colectivo.
Como parte del Programa Integral del Transporte y Vialidad 1995-2000 del Distrito Federal, en agosto de 1996, se dio a conocer el Plan Maestro del Metro y Trenes Ligeros versión 1996. Esta versión incluyó tres horizontes de expansión del sistema para los años 2003, 2009 y 2020 y, además, propuso una red de 483 km compuesta por 14 líneas de rodadura neumática, 3 de rodadura férrea y 10 líneas de tren ligero.
La versión 1996 también plantea el crecimiento de la Red con horizonte al año 2020 con un total de 15 líneas de Metro. En marzo de 2015, las líneas que fueron proyectadas y quedaron pendientes para su construcción son:
- Línea 10: Eulalia Guzmán – Cuicuilco. En el trazo proyectado se construyó la Línea 1 del Metrobús.
- Línea 11: Santa Mónica – Bellas Artes. Fue concesionada, pero no se concretó por oposición vecinal.
- Línea 13: San Lázaro – Parque Naucalli. Presenta baja factibilidad. En parte de su trazado está el recorrido de la ruta norte de la Línea 4 del Metrobús.
- Línea C: Cuautitlán Izcalli – El Rosario. Su viabilidad es parcial. En parte de su trazado se construyó el Ferrocarril Suburbano de la Zona Metropolitana del Valle de México.
- Línea D: Coacalco/Ojo de Agua – Santa Clara. Sería la primera línea del Metro de la Ciudad de México que recorrería exclusivamente el Estado de México, y que contaría con 3 estaciones terminales y una ruta parcialmente bifurcada (un ramal partiría de Coacalco y el otro, de Ojo de Agua, ambos en una estación determinada, se unirían para formar una línea troncal que terminaría en Santa Clara). El trazo proyectado era viable y factible, pero se construyeron las Líneas 1, 4 (que toman la línea troncal y el ramal a Ojo de Agua) y 2 (que toma el ramal a Coacalco), del Mexibús, además de que hay proyectos que parcialmente reemplazarían parte del trazo de esta línea como la ampliación norte de la línea 4.

Las ampliaciones proyectadas para el Metro son:
- Línea 4: Martín Carrera – Santa Clara.
- Línea 5: Politécnico – Tlalnepantla.
- Línea 6: Martín Carrera – Villa de Aragón.
- Línea 7: Barranca del Muerto – San Jerónimo.
- Línea 8: Garibaldi-Lagunilla – Indios Verdes.
- Línea 9: Tacubaya – Observatorio.
- Línea A: La Paz – Chalco.
- Línea B: Buenavista – Hipódromo.

La versión actual del Plan Maestro del Metro publicada en 2018 con horizonte al 2030 no contempla la construcción de alguna línea de metro, sino que solo contempla concluir la ampliación de la línea 12 de Mixcoac a Observatorio y otras ampliaciones a la red las cuales son las siguientes:
- Línea 4: Martín Carrera – Tepexpan y Santa Anita – Periférico.
- Línea 5: Politécnico – Tlalnepantla.
- Línea 6: Martín Carrera – Villa de Aragón.
- Línea 8: Garibaldi-Lagunilla – La Raza y Constitución de 1917 – Santa Marta.
- Línea 9: Tacubaya – Observatorio.
- Línea A: La Paz – Chalco.
- Línea B: Buenavista – Colegio Militar.
- Línea 12: Mixcoac – Observatorio.

### Etapas de construcción
El Sistema de Transporte Colectivo divide en etapas su proceso de construcción. Cada etapa está constituida por la construcción de nuevas líneas, ampliaciones e inauguraciones. Hasta el año 2000 se tienen cuantificadas seis etapas constructivas en los siguientes intervalos: 1967-1972, 1977-1982, 1983-1985, 1985-1987, 1988-1994 y 1994-2000.
| Fecha de inauguración    | Línea | Tramo                                 | Jefe de Gobierno         | Presidente                |
| ------------------------ | ----- | ------------------------------------- | ------------------------ | ------------------------- |
| 4 de septiembre de 1969  | 1     | Zaragoza-Chapultepec                  | Alfonso Corona del Rosal | Gustavo Díaz Ordaz        |
| 11 de abril de 1970      | 1     | Chapultepec-Juanacatlán               | Alfonso Corona del Rosal | Gustavo Díaz Ordaz        |
| 1 de agosto de 1970      | 2     | Pino Suárez-Taxqueña                  | Alfonso Corona del Rosal | Gustavo Díaz Ordaz        |
| 14 de septiembre de 1970 | 2     | Pino Suárez-Tacuba                    | Alfonso Corona del Rosal | Gustavo Díaz Ordaz        |
| 20 de noviembre de 1970  | 1     | Juanacatlán-Tacubaya                  | Alfonso Corona del Rosal | Gustavo Díaz Ordaz        |
| 20 de noviembre de 1970  | 3     | Tlatelolco-Hospital General           | Alfonso Corona del Rosal | Gustavo Díaz Ordaz        |
| 10 de junio de 1972      | 1     | Tacubaya-Observatorio                 | Octavio Sentíes Gómez    | Luis Echeverría Álvarez   |
| 25 de agosto de 1978     | 3     | Tlatelolco-La Raza                    | Carlos Hank González     | José López Portillo       |
| 1 de diciembre de 1979   | 3     | La Raza-Indios Verdes                 | Carlos Hank González     | José López Portillo       |
| 7 de junio de 1980       | 3     | Hospital General-Centro Médico        | Carlos Hank González     | José López Portillo       |
| 25 de agosto de 1980     | 3     | Centro Médico-Zapata                  | Carlos Hank González     | José López Portillo       |
| 29 de agosto de 1981     | 4     | Martín Carrera-Candelaria             | Carlos Hank González     | José López Portillo       |
| 19 de diciembre de 1981  | 5     | Pantitlán-Consulado                   | Carlos Hank González     | José López Portillo       |
| 26 de mayo de 1982       | 4     | Candelaria-Santa Anita                | Carlos Hank González     | José López Portillo       |
| 1 de julio de 1982       | 5     | Consulado-La Raza                     | Carlos Hank González     | José López Portillo       |
| 30 de agosto de 1982     | 5     | La Raza-Politécnico                   | Carlos Hank González     | José López Portillo       |
| 30 de agosto de 1983     | 3     | Zapata-Universidad                    | Ramón Aguirre Velázquez  | Miguel de la Madrid       |
| 21 de diciembre de 1983  | 6     | El Rosario-Instituto del Petróleo     | Ramón Aguirre Velázquez  | Miguel de la Madrid       |
| 22 de agosto de 1984     | 1     | Zaragoza-Pantitlán                    | Ramón Aguirre Velázquez  | Miguel de la Madrid       |
| 22 de agosto de 1984     | 2     | Tacuba-Cuatro Caminos                 | Ramón Aguirre Velázquez  | Miguel de la Madrid       |
| 20 de diciembre de 1984  | 7     | Tacuba-Auditorio                      | Ramón Aguirre Velázquez  | Miguel de la Madrid       |
| 23 de agosto de 1985     | 7     | Auditorio-Tacubaya                    | Ramón Aguirre Velázquez  | Miguel de la Madrid       |
| 19 de diciembre de 1985  | 7     | Tacubaya-Barranca del Muerto          | Ramón Aguirre Velázquez  | Miguel de la Madrid       |
| 8 de julio de 1986       | 6     | Instituto del Petróleo-Martín Carrera | Ramón Aguirre Velázquez  | Miguel de la Madrid       |
| 26 de agosto de 1987     | 9     | Pantitlán-Centro Médico               | Ramón Aguirre Velázquez  | Miguel de la Madrid       |
| 29 de agosto de 1988     | 9     | Centro Médico-Tacubaya                | Ramón Aguirre Velázquez  | Miguel de la Madrid       |
| 29 de noviembre de 1988  | 7     | Tacuba-El Rosario                     | Ramón Aguirre Velázquez  | Miguel de la Madrid       |
| 12 de agosto de 1991     | A     | Pantitlán-La Paz                      | Manuel Camacho Solís     | Carlos Salinas de Gortari |
| 20 de julio de 1994      | 8     | Garibaldi-Constitución de 1917        | Manuel Aguilera Gómez    | Carlos Salinas de Gortari |
| 15 de diciembre de 1999  | B     | Buenavista-Villa de Aragón            | Rosario Robles           | Ernesto Zedillo           |
| 30 de noviembre de 2000  | B     | Villa de Aragón-Ciudad Azteca         | Rosario Robles           | Ernesto Zedillo           |
| 30 de octubre de 2012    | 12    | Mixcoac-Tláhuac                       | Marcelo Ebrard           | Felipe Calderón           |
| En construcción          | 12    | Mixcoac-Observatorio                  | —                        | —                         |

## Líneas
| Línea | Apertura                | Longitud (km) | Estaciones | Ruta                             | Parque vehicular[cita requerida]                     | Millones de pasajeros (2022) | Dirección |
| ----- | ----------------------- | ------------- | ---------- | -------------------------------- | ---------------------------------------------------- | ---------------------------- | --------- |
|       | 4 de septiembre de 1969 | 18.8          | 20         | Observatorio - Pantitlán         | NM-16 y NM-22                                        | 16.65                        | E-O       |
|       | 11 de agosto de 1970    | 23.43         | 24         | Tasqueña - Cuatro Caminos        | NM-02                                                | 20.71                        | NO-SE     |
|       | 20 de noviembre de 1970 | 23.61         | 21         | Indios Verdes - Universidad      | NM-79, NM-83A y NE-92                                | 21.29                        | N-S       |
|       | 29 de agosto de 1981    | 10.75         | 10         | Martín Carrera - Santa Anita     | NM-73AR y NM-73BR                                    | 9.36                         | N-S       |
|       | 19 de diciembre de 1981 | 15.67         | 13         | Politécnico - Pantitlán          | MP-68R93 y R93-R96B, NM-73AR y AR-BR, NM-79 y NM-83A | 14.43                        | E-NO      |
|       | 21 de diciembre de 1983 | 13.95         | 11         | El Rosario - Martín Carrera      | NM-73AR, NM-73BR, NM-73B y NC-82                     | 11.43                        | E-O       |
|       | 20 de diciembre de 1984 | 18.78         | 14         | El Rosario - Barranca del Muerto | NM-73BR, NM-79, NC-82, NM-83A y NM-02                | 17.01                        | N-S       |
|       | 20 de julio de 1994     | 20.08         | 19         | Garibaldi - Constitución de 1917 | NM-79 y MP-82                                        | 17.68                        | N-SE      |
|       | 26 de diciembre de 1987 | 15.37         | 12         | Tacubaya - Pantitlán             | NM-79, NC-82 y NM-83A                                | 11.03                        | E-O       |
|       | 12 de agosto de 1991    | 17.19         | 10         | Pantitlán - La Paz               | FM-86, FM-95A y FE-07                                | 14.89                        | E-O       |
|       | 15 de diciembre de 1999 | 23.72         | 21         | Buenavista - Ciudad Azteca       | MP-68R93 y MP-68R96B                                 | 20.28                        | O-NE      |
|       | 30 de octubre de 2012   | 24.5          | 20         | Tláhuac - Mixcoac                | FE-10                                                | 20.28                        | E-O       |

### Línea 1

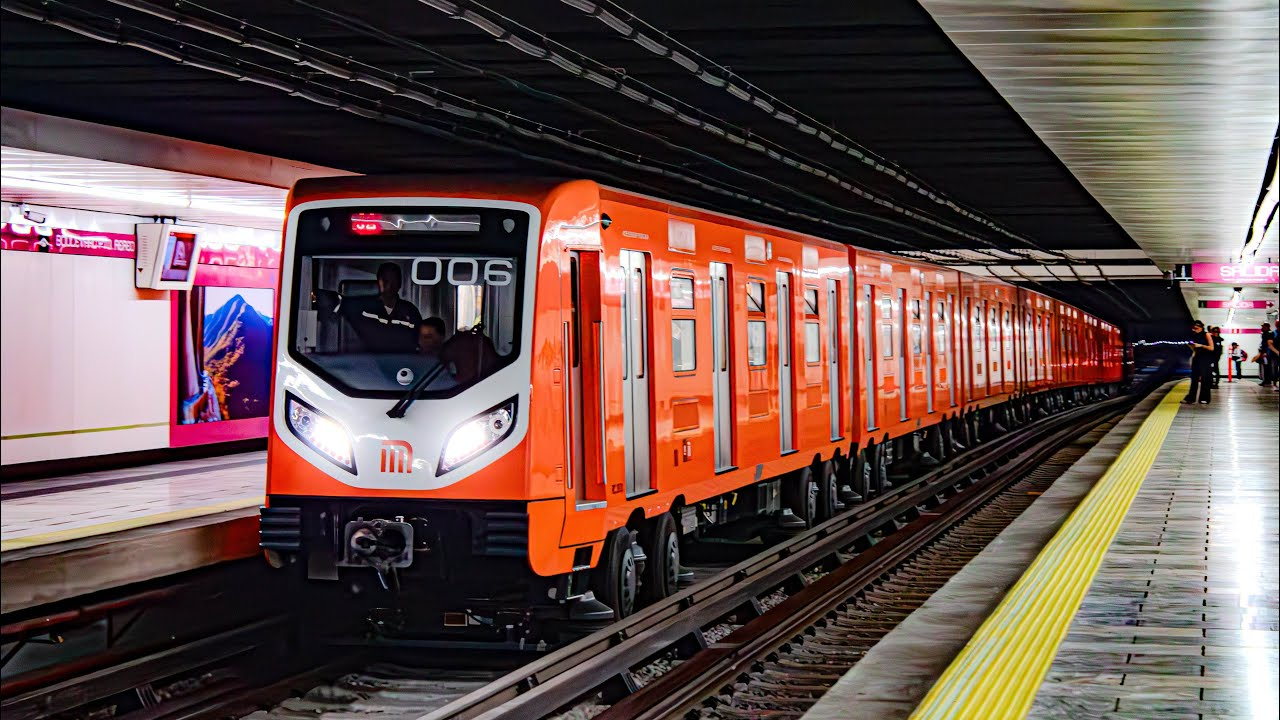
NM-22 ingresando a la estación Boulevard Puerto Aéreo.

Primera línea en construirse e inaugurarse. Está integrada por 20 estaciones y su color distintivo es el rosa mexicano. Se localiza al centro de la Ciudad de México con dirección oriente-poniente. Tiene una longitud total de vía de 18.8 km, de los cuales 16.65 km son utilizados para servicio de pasajeros y el restante para maniobras.
El primer tramo de las 16 estaciones y 12.66 km de longitud, Zaragoza-Chapultepec, fue inaugurado el 4 de septiembre de 1969 por Gustavo Díaz Ordaz, Presidente de México de 1964 a 1970 y por Alfonso Corona del Rosal, Regente del Distrito Federal de 1966 a 1970. En 1970 se inauguran dos tramos más del sistema: el 11 de abril de 1970 (con 1.05 km) el tramo Chapultepec-Juanacatlán y el 20 de noviembre el tramo Juanacatlán-Tacubaya. Dos años después, en 1972, se suman 1.7 km a la línea con el tramo Tacubaya-Observatorio. Finalmente el 22 de agosto de 1984 se construye el tramo Zaragoza-Pantitlán (de 2.28 km).
Tiene correspondencia con otras líneas del sistema: líneas 7 y 9 en Tacubaya; línea 3 en Balderas; línea 8 en Salto del Agua; línea 2 en Pino Suárez; línea 4 en Candelaria; línea B en San Lázaro y líneas 5, 9 y A en Pantitlán.
El tipo de construcción es subterránea a excepción de la estación Observatorio, cuya construcción es tipo trinchera; es decir, no es completamente superficial, ni completamente subterránea, debido a la zona donde se encuentra. Está construida bajo las siguientes avenidas: Camino a Belén, Arq. C. Lazo, Av. Jalisco, Gral. Pedro Antonio de los Santos, Avenida Chapultepec, Arcos de Belén, José María Izazaga, San Pablo, Carretones, Esteban Martín, Juan Pablo II, Gral. Emiliano Zapata, Av. Ing. Eduardo Molina, Calz. Ignacio Zaragoza y Río Churubusco.
Estaciones: Observatorio, Tacubaya, Juanacatlán, Chapultepec, Sevilla, Insurgentes, Cuauhtémoc, Balderas, Salto del Agua, Isabel la Católica, Pino Suárez, Merced, Candelaria, San Lázaro, Moctezuma, Balbuena, Blvd. Puerto Aéreo, Gómez Farías, Zaragoza y Pantitlán.

### Línea 2

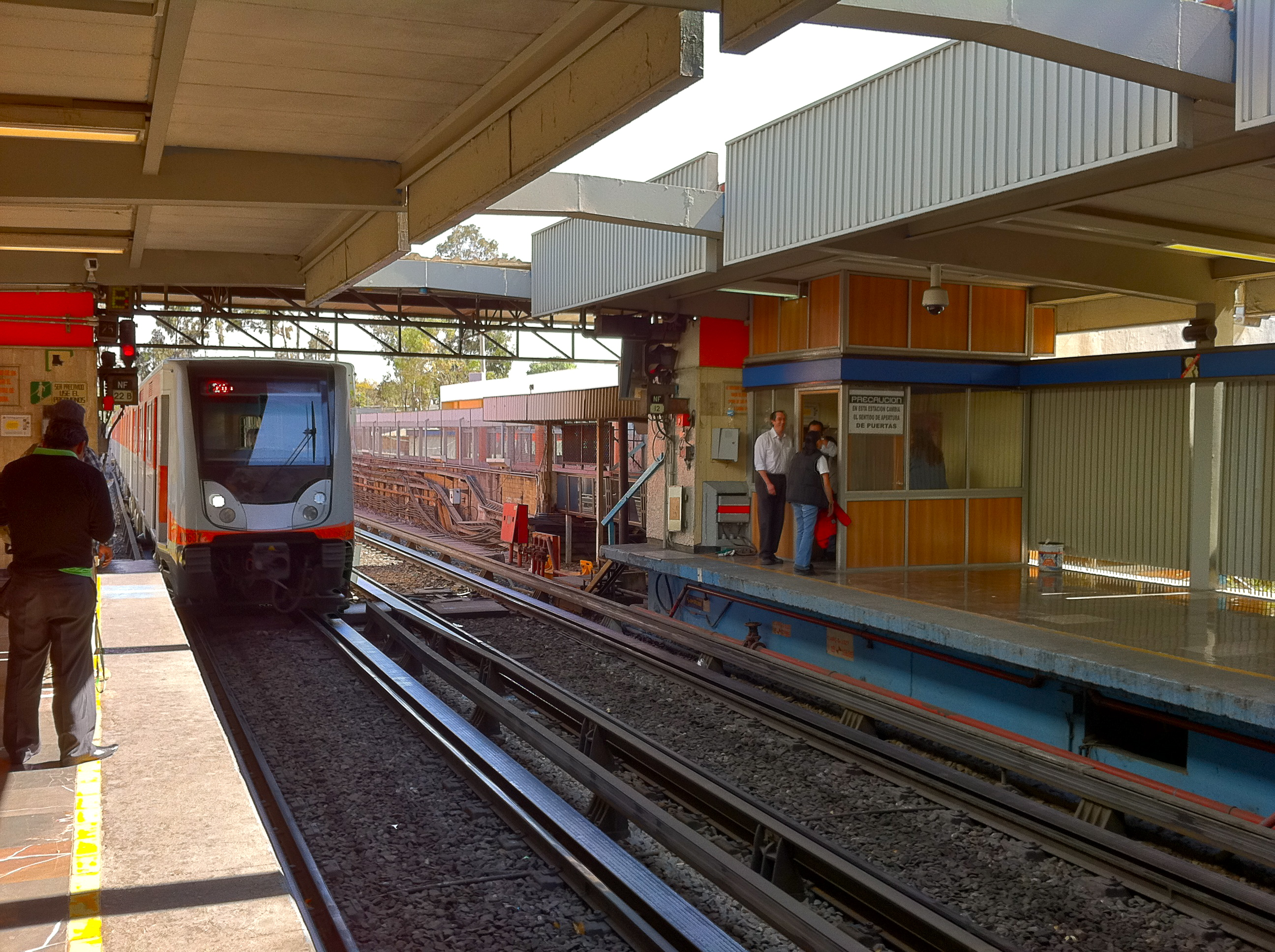
Vista de andén en Tasqueña

Segunda línea del sistema en inaugurarse. Está integrada por 24 estaciones y su color distintivo es el azul. Está construida al centro de la Ciudad de México con dirección sur-norte de Tasqueña (estación terminal al sur de la ciudad) a Zócalo/Tenochtitlan y dirección oriente-poniente de Allende a Cuatro Caminos (estación terminal al norte de la ciudad). Tiene una longitud total de vía de 23.43 km, de los cuales 20.71 son utilizados para el servicio de pasajeros y el restante para maniobras o mantenimiento.
La línea en su tramo Zócalo/Tenochtitlan-Tasqueña fue construida en el derecho de vía del antiguo tranvía, que corría del Zócalo de la Ciudad de México hacia el Centro Histórico de Tlalpan, al sur de la ciudad.
El primer tramo de 11 estaciones y 11.32 km de longitud, Tasqueña-Pino Suárez, fue inaugurado el 1 de agosto de 1970 por Gustavo Díaz Ordaz, Presidente de México de 1964 a 1970 y por Alfonso Corona del Rosal, Regente del Distrito Federal de 1966 a 1970. Un mes después, el 14 de septiembre de 1970, se inauguraron 11 estaciones más en el tramo Pino Suárez-Tacuba (de 8.1 km de longitud). El 22 de agosto de 1984 se inauguró el tramo final de Tacuba a Cuatro Caminos, con 2 estaciones y 4.01 km de longitud.
Tiene correspondencia con otras líneas del sistema: línea 7 en Tacuba; línea 3 en Hidalgo; línea 8 en Bellas Artes; línea 1 en Pino Suárez; líneas 8 y 9 en Chabacano y línea 12 en Ermita.
El 20 de octubre de 1975 ocurrió un choque de trenes en la estación Viaducto: un tren que se encontraba estacionado fue alcanzado por otro en movimiento. El fuerte impacto ocasionó 27 muertos y varios heridos. En consecuencia el Sistema de Transporte Colectivo implementó un sistema de piloto automático; puestos de mando central; y semáforos para controlar la velocidad y posición de los trenes en todo el sistema. Además, se incluyó en cada tren una caja negra para registrar cualquier incidente.
La construcción de la línea es superficial de Tasqueña a San Antonio Abad y subterránea de Pino Suárez a Cuatro Caminos. Está construida en las avenidas: Av. Ingenieros Militares, Calz. San Bartolo Naucalpan, Calzada México-Tacuba, Ribera de San Cosme, Av. México - Tenochtitlan, Av. Hidalgo, Tacuba, República de Guatemala, Seminario, Av. José María Pino Suárez, Calz. San Antonio Abad, Calz. de Tlalpan, Av. Puerto Rico y Av. Taxqueña.
Estaciones: Cuatro Caminos, Panteones, Tacuba, Cuitláhuac, Popotla, Colegio Militar, Normal, San Cosme, Revolución, Hidalgo, Bellas Artes, Allende, Zócalo/Tenochtitlan, Pino Suárez, San Antonio Abad, Chabacano, Viaducto, Xola, Villa de Cortés, Nativitas, Portales, Ermita, General Anaya y Tasqueña.

### Línea 3

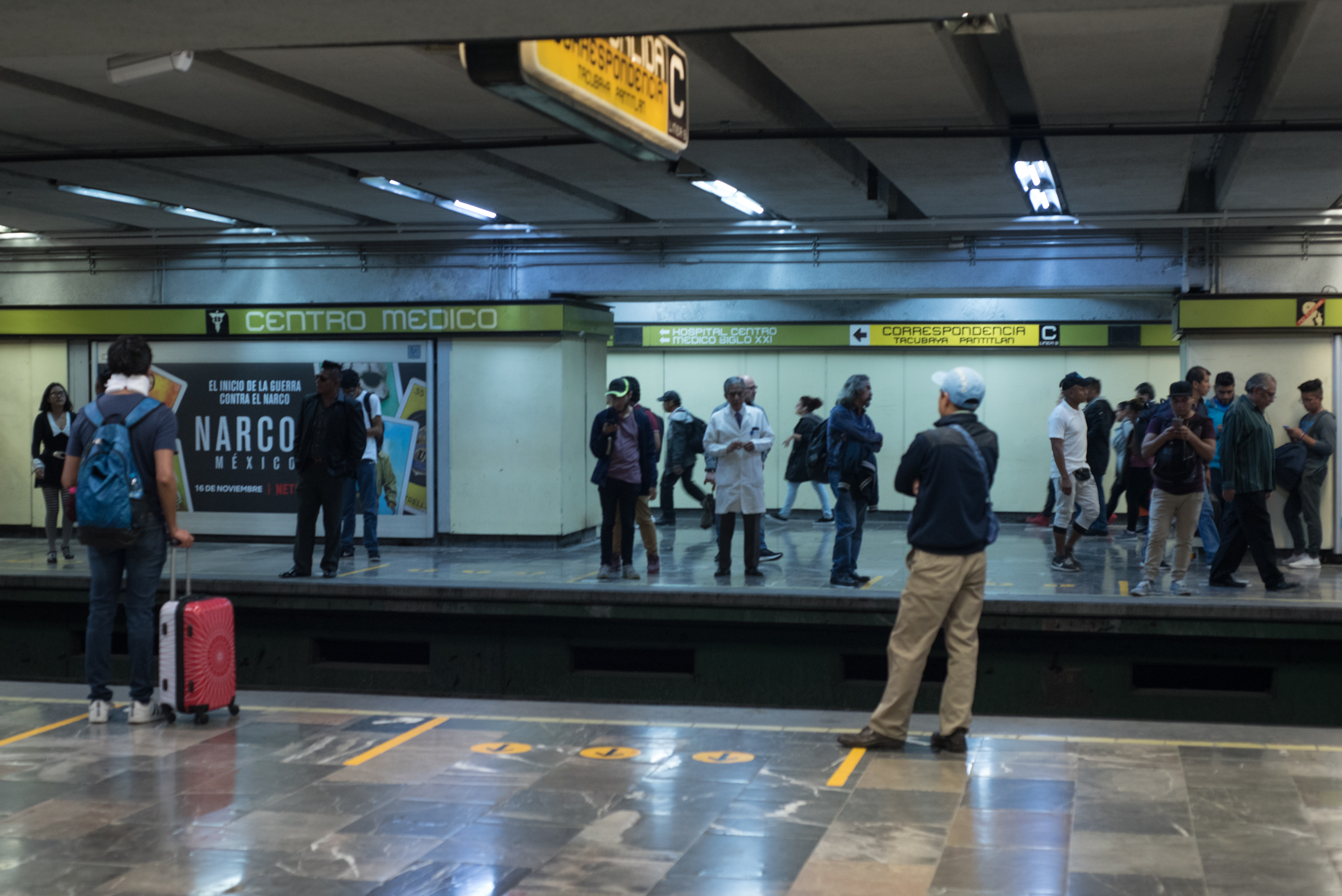
Andenes de estación Centro Médico

Tercera línea del sistema en inaugurarse. Posee 21 estaciones y su color distintivo es el verde olivo. Se localiza al centro de la Ciudad de México con dirección norte-sur. Su longitud total de vía es de 23.61 km, de los cuales 21.29 km se utilizan para transporte de pasajeros y el restante para maniobras o mantenimiento.
El primer tramo de 5.44 km de longitud y 7 estaciones, Tlatelolco-Hospital General, fue inaugurado el 20 de noviembre de 1970 por Gustavo Díaz Ordaz, Presidente de México de 1964 a 1970 y por Alfonso Corona del Rosal, Regente del Distrito Federal de 1966 a 1970. Entre 1978 y 1980, durante la presidencia de José López Portillo y Pacheco y la regencia de Carlos Hank González, la línea tuvo 4 expansiones: Tlatelolco-La Raza (25 de agosto de 1978) con 1.39 km y 1 estación; La Raza-Indios Verdes (1.º de diciembre de 1979) con 4.9 km y 3 estaciones; Hospital General-Centro Médico (7 de junio de 1980) con 823 m y 1 estación y Centro Médico-Zapata (25 de agosto de 1980) con 4.5 km y 4 estaciones. Finalmente, el 30 de agosto de 1983, Miguel de la Madrid Hurtado, Presidente de México de 1982 a 1988, inaugura el tramo Zapata-Universidad de 6.55 km con 6 estaciones.
Tiene correspondencia con las siguientes líneas: línea 6 en Deportivo 18 de Marzo; línea 5 en La Raza; línea B en Guerrero; línea 2 en Hidalgo; línea 1 en Balderas, línea 9 en Centro Médico y línea 12 en Zapata.
El tipo de construcción de la línea es superficial en el tramo Indios Verdes-Potrero y la estación Universidad. El resto de la línea es subterránea. Está construida en el trazo de las avenidas: Avenida de los Insurgentes Norte, Calz. Vallejo, Zoltán Kodály, Zarco, Balderas, Niños Héroes, Dr. Pasteur, Av. Cuauhtémoc, Av. Universidad, Av. Copilco, Pedro Henríquez Ureña y Av. Antonio Delfín Madrigal.
Estaciones: Indios Verdes, Deportivo 18 de Marzo, Potrero, La Raza, Tlatelolco, Guerrero, Hidalgo, Juárez, Balderas, Niños Héroes, Hospital General, Centro Médico, Etiopía-Plaza de la Transparencia, Eugenia, División del Norte, Zapata, Coyoacán, Viveros-Derechos Humanos, Miguel Ángel de Quevedo, Copilco y Universidad.

### Línea 4
Cuarta línea del sistema en inaugurarse. La integran 10 estaciones y su identidad gráfica utiliza el color verde agua. Su trazo recorre el centro de la Ciudad de México con dirección norte-sur. Posee una longitud total de vía de 10.75 km de los cuales 9.36 km se emplean para el servicio de pasajeros, el restante se emplea para maniobras.

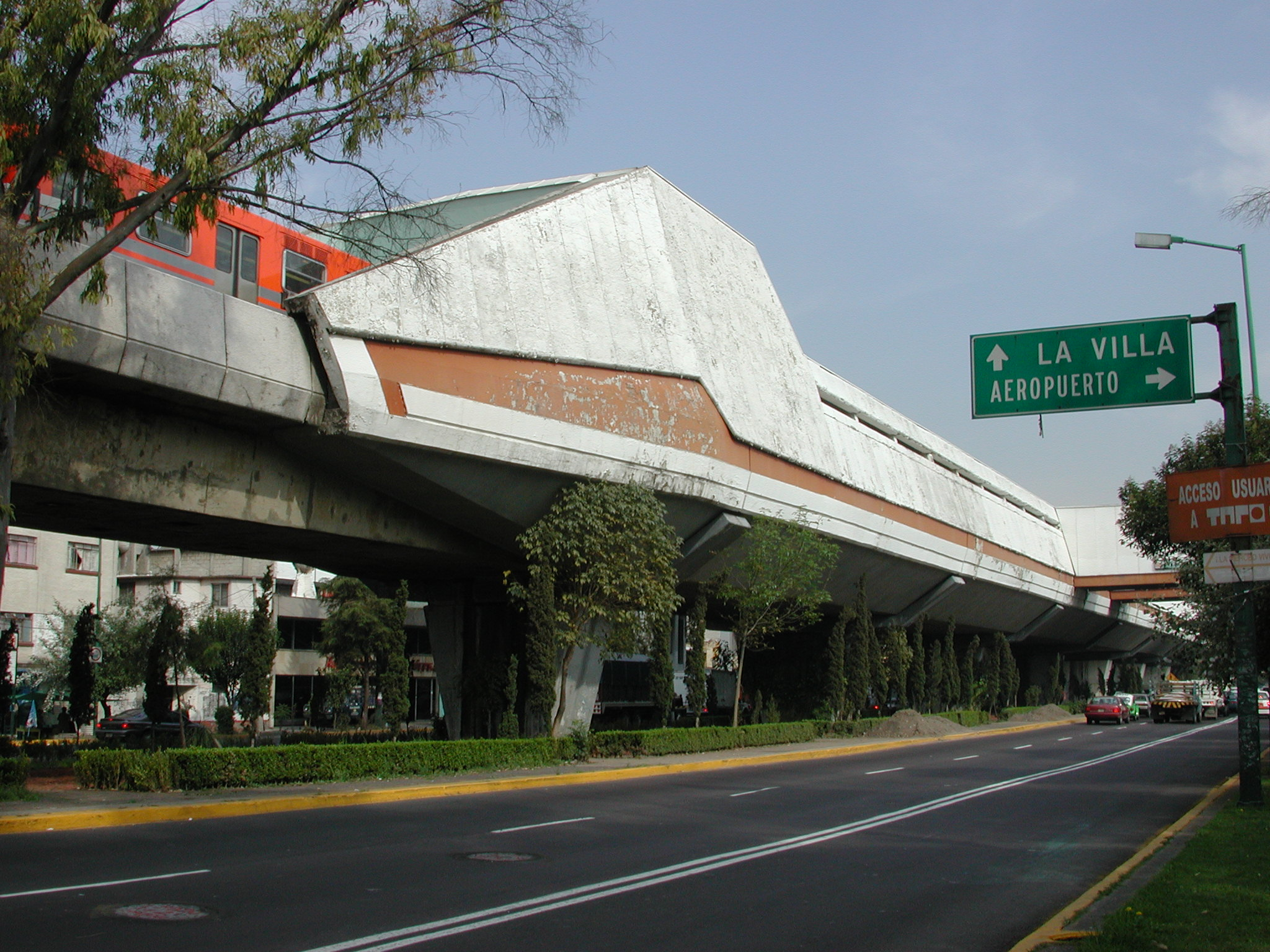
NM-73 ingresando a la estación Fray Servando.

Fue inaugurada en dos tramos por José López Portillo y Pacheco, Presidente de México de 1976 a 1982: Martín Carrera-Candelaria el 29 de agosto de 1981 (7.5 km y 7 estaciones) y Candelaria-Santa Anita el 26 de mayo de 1982 (3.25 km y 3 estaciones).
Tiene correspondencias con las siguientes líneas: línea 6 en Martín Carrera; línea 5 en Consulado; línea B en Morelos; línea 1 en Candelaria; línea 9 en Jamaica y línea 8 en Santa Anita.
De acuerdo a estadísticas del Sistema de Transporte Colectivo, es considerada una línea de baja afluencia de pasajeros. Por ese motivo, se emplean trenes de 6 carros.
Fue la primera línea en emplear la solución de viaducto elevado. Únicamente las estaciones Martín Carrera y Candelaria son de tipo superficial. Está construida sobre las avenidas: Ferrocarril Hidalgo y Av. Congreso de la Unión.
Estaciones: Martín Carrera, Talismán, Bondojito, Consulado, Canal del Norte, Morelos, Candelaria-Palacio Legislativo, Fray Servando, Jamaica y Santa Anita.

### Línea 5
Quinta línea en inaugurarse. Está integrada por 13 estaciones y su color distintivo es el amarillo. Su trazo recorre el oriente y norponiente de la Ciudad de México. Tiene una longitud total de vía de 15.67 km, de los cuales 14.43 km son utilizados para el servicio de pasajeros y el restante se emplea para maniobras.

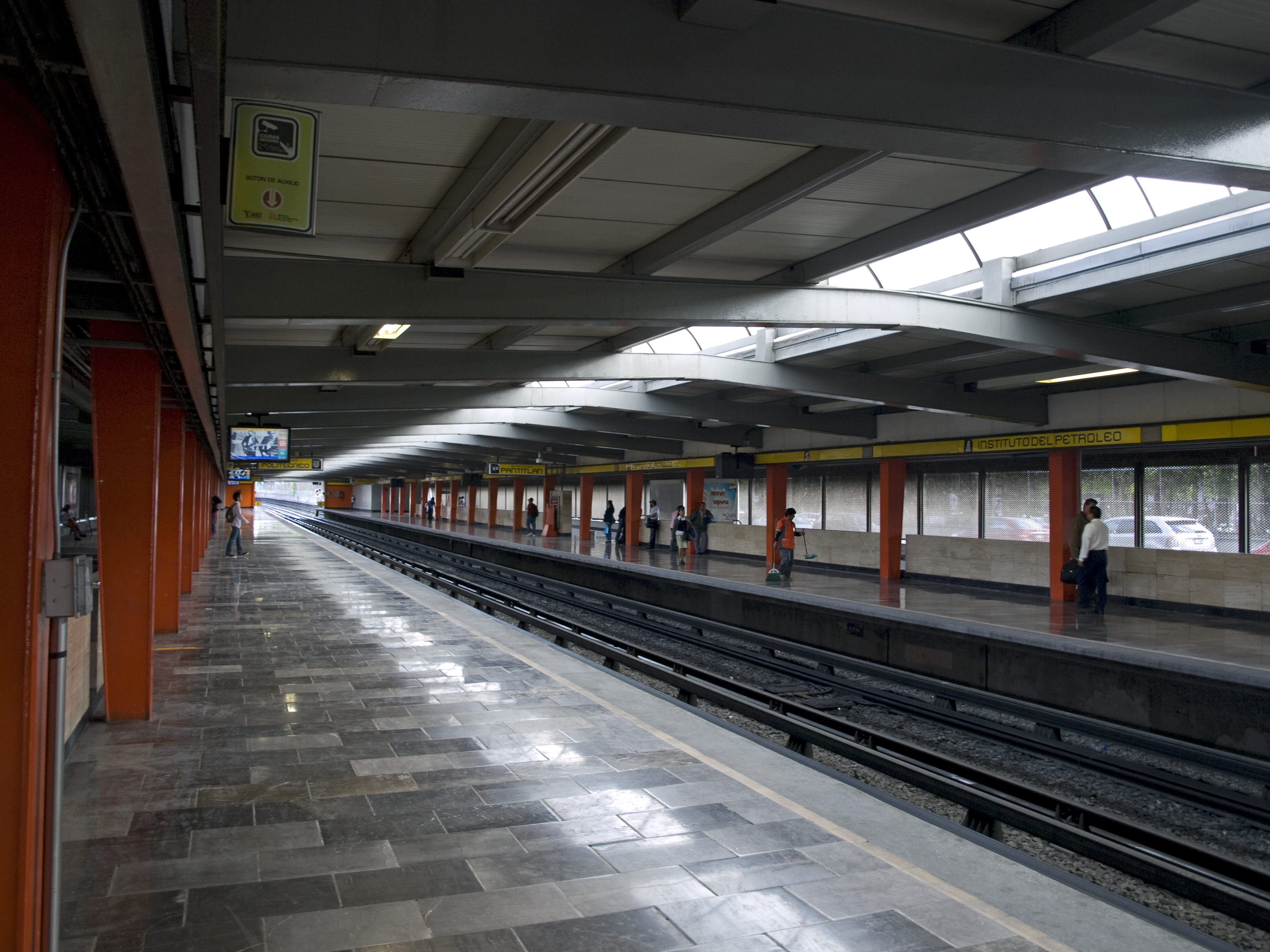
Estación Instituto del Petróleo

El primer tramo inaugurado fue Pantitlán-Consulado, el 19 de diciembre de 1981; tenía una longitud de 9.15 km y 7 estaciones. Fue inaugurado durante el sexenio presidencial (1976 a 1982) de José López Portillo y Pacheco. Las obras de ampliación continuaron hacia el norponiente de la Ciudad de México y siete meses después, el 1.º de julio de 1982, se inauguró el tramo entre las estaciones La Raza y Consulado acumulando así 12.24 km de vía y 10 estaciones. Finalmente, el 30 de agosto de 1982 se inauguró el tramo, con una longitud de 3.43 km, La Raza-Politécnico.
Tiene correspondencia con otras líneas en: línea 6 en Instituto del Petróleo; línea 3 en La Raza; línea 4 en Consulado; línea B en Oceanía y con las líneas 1, 9 y A en Pantitlán.
Esta línea tiene la particularidad de poseer la mayor cantidad de vías de enlace con casi todas las líneas con las que tiene correspondencia, sirviendo de trayecto para los trenes cuyo mantenimiento se efectúa en los talleres Ticomán, Zaragoza y El Rosario.
El tipo de construcción es superficial entre las estaciones Politécnico a La Raza, Consulado a Oceanía y la estación Pantitlán; es subterránea de Misterios a Valle Gómez y Terminal Aérea a Hangares. La línea está construida en las avenidas: Eje Central Lázaro Cárdenas, Av. 100 Metros, Paganini, Av. Río Consulado, Blvd. Puerto Aéreo, Fuerza Aérea Mexicana, Miguel Lebrija y Talleres Gráficos.
Estaciones: Politécnico, Instituto del Petróleo, Autobuses del Norte, La Raza, Misterios, Valle Gómez, Consulado, Eduardo Molina, Aragón, Oceanía, Terminal Aérea, Hangares y Pantitlán.

### Línea 6
Sexta línea en ser construida. La integran 11 estaciones y su color distintivo es el rojo. Está ubicada al norte de la Ciudad de México con dirección oriente-poniente. Su longitud total de vía es de 13.95 km, de los cuales 11.43 km son utilizados para el servicio de pasajeros y el restante se emplea para maniobras.

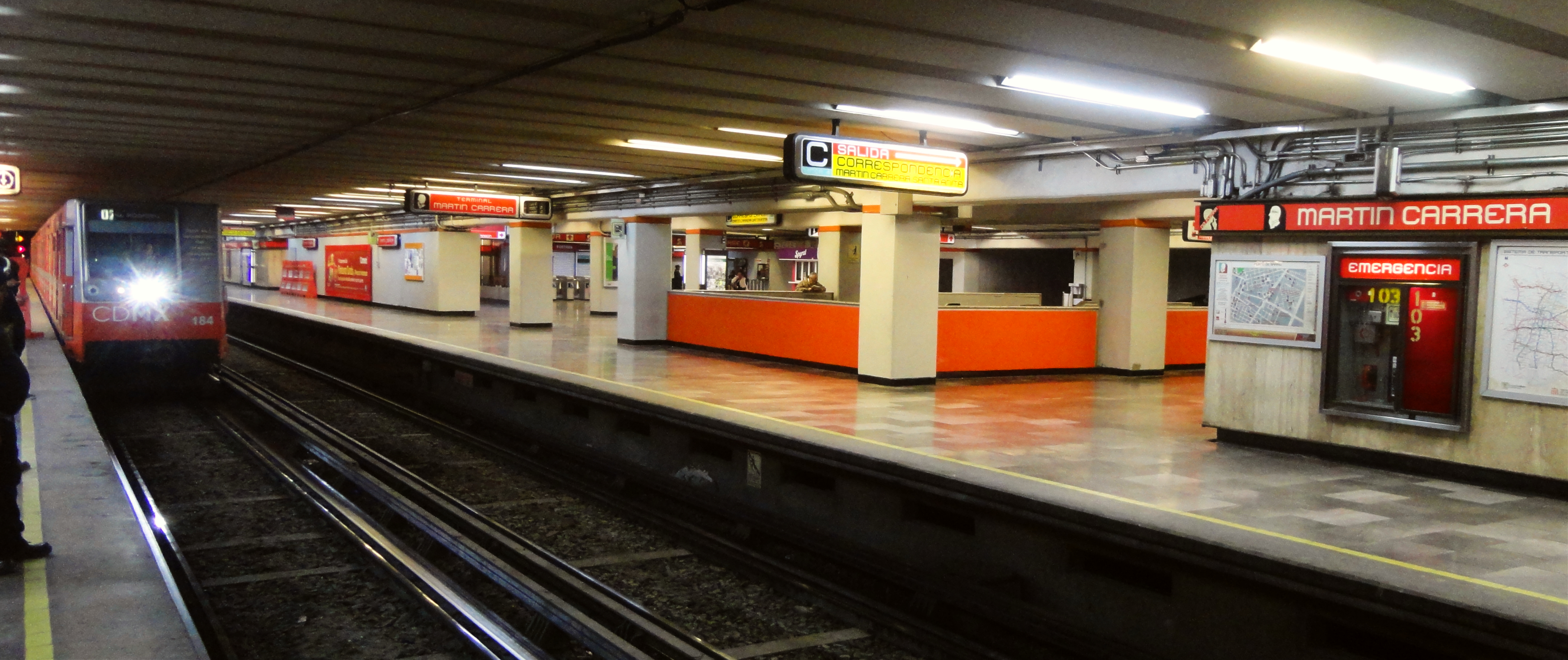
Estación terminal Martin Carrera

El tramo El Rosario-Instituto del Petróleo, de 9.26 km y 7 estaciones, fue inaugurado el 21 de diciembre de 1983 por Miguel de la Madrid Hurtado, Presidente de México de 1982 a 1988. Finalmente, el 8 de julio de 1986 se inauguran 4.68 km y 4 estaciones más (de Instituto del Petróleo a Martín Carrera) hacia el oriente de la ciudad.
Tiene correspondencia con otras líneas: línea 7 en El Rosario; línea 5 en Instituto del Petróleo; línea 3 en Deportivo 18 de marzo y línea 4 en Martín Carrera.
De acuerdo a estadísticas del Sistema de Transporte Colectivo, es considerada una línea de baja afluencia de pasajeros. Por este motivo, se emplean trenes de 6 carros.
El tipo de construcción es superficial para la estación El Rosario; es subterránea el resto de la línea. Está construida en las avenidas: Tierra Colorada, Av Aquiles Serdán, Av. Ahuehuetes, Avenida Esperanza, Refinería Azcapotzalco, Antigua Calz. de Guadalupe, Calz. Azcapotzalco La Villa, Poniente 134, Ricarte, Colector 13, Ricarte y Alberto Herrera.
Estaciones: El Rosario, Tezozómoc, UAM-Azcapotzalco, Ferrería/Arena Ciudad de México, Norte 45, Vallejo, Instituto del Petróleo, Lindavista, Deportivo 18 de marzo, La Villa-Basílica y Martín Carrera.

### Línea 7
Fue la séptima línea del sistema en ser inaugurada. Está integrada por 14 estaciones y su color distintivo es el naranja. Su trazo se encuentra al poniente de la Ciudad de México con dirección norte-sur. Tiene una longitud total de vía de 18.78 km, de los cuales 17.01 km son utilizados para el servicio de pasajeros y el restante se emplea para maniobras.

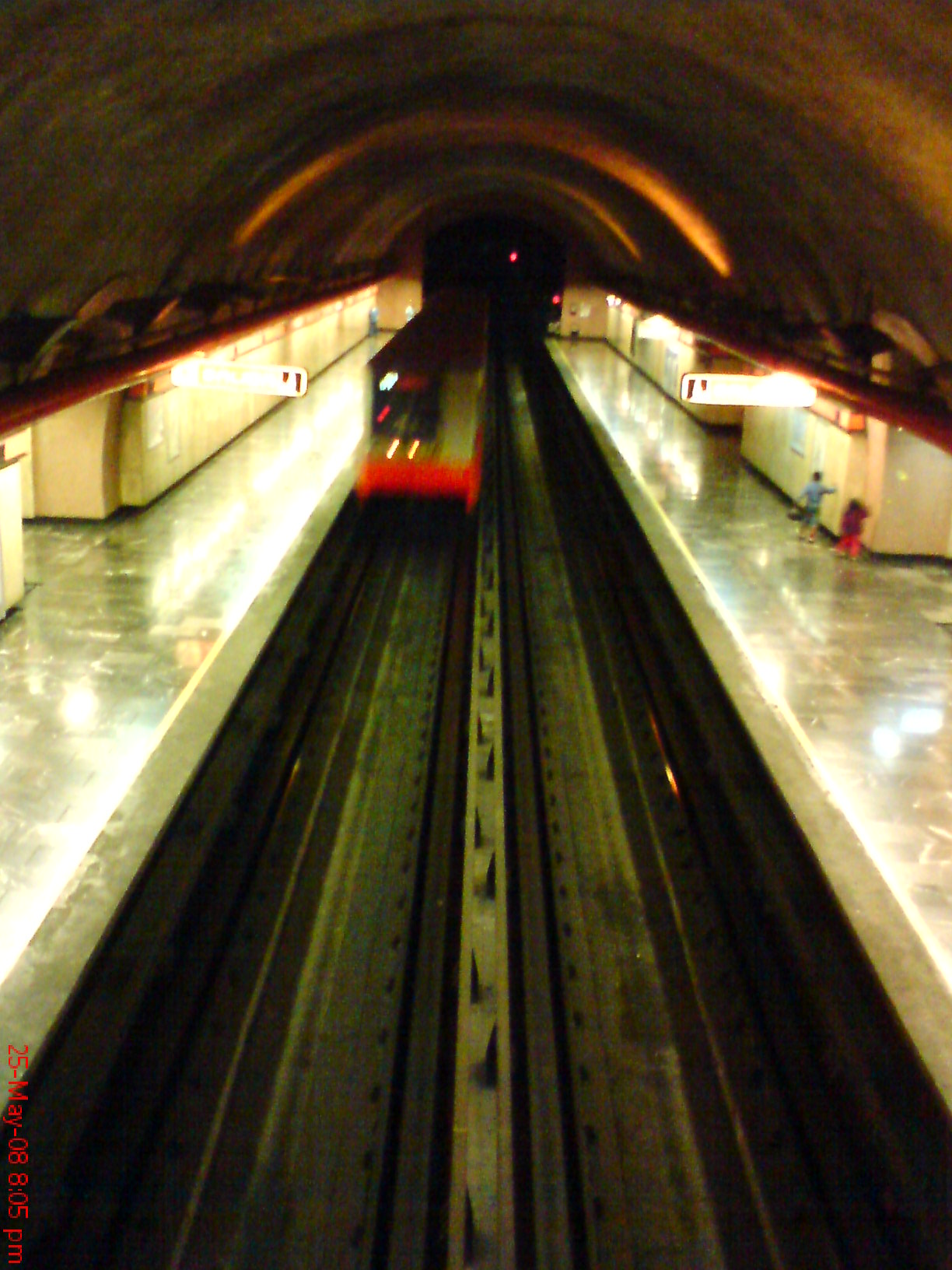
Interior de la estación Camarones

La línea fue inaugurada en 4 tramos durante el sexenio presidencial (1982-1988) de Miguel de la Madrid Hurtado: Tacuba-Auditorio, el 20 de diciembre de 1984, con 5.42 km y 4 estaciones; Auditorio-Tacubaya, el 22 de agosto de 1985, con 2.73 km y 2 estaciones; Tacubaya-Barranca del Muerto, el 19 de diciembre de 1985, con 5.04 km y 4 estaciones; Tacuba-El Rosario, el 29 de noviembre de 1988, con 5.59 km y 4 estaciones.
Tiene correspondencia con otras líneas: línea 6 en El Rosario, línea 2 en Tacuba; líneas 1, 9 en Tacubaya y línea 12 en Mixcoac.
El trazo de la línea se proyectó al pie de las estribaciones de la Sierra de las Cruces, una zona que se encuentra a mayor altitud que la Ciudad de México. Para compensar la variación de altitudes, se decidió construir la línea a 35 m bajo la superficie mediante dos técnicas: método austriaco y escudo excavador. La técnica requiere el empleo de dovelas de concreto prefabricadas para estabilizar el túnel (las dovelas inferiores soportan los rieles y la barra alimentadora de tensión). Debido al uso de estas técnicas se prescindió del uso de balasto.
La estación terminal El Rosario es la única de tipo superficial en toda la línea. La línea está construida bajo las avenidas: Tierra Colorada, Av. Aquiles Serdán, Av. Ferrocarriles Nacionales, Golfo de Adén, Lago Chiem, Lago Helmar, Av. Río San Joaquín, Lago Onega, Arquímedes, Calz. Chivatito, Calz. Molino del Rey, Av. Parque Lira, Puente de la Morena y Av. Revolución.
Estaciones: El Rosario, Aquiles Serdán, Camarones, Refinería, Tacuba, San Joaquín, Polanco, Auditorio, Constituyentes, Tacubaya, San Pedro de los Pinos, San Antonio, Mixcoac y Barranca del Muerto.

### Línea 8

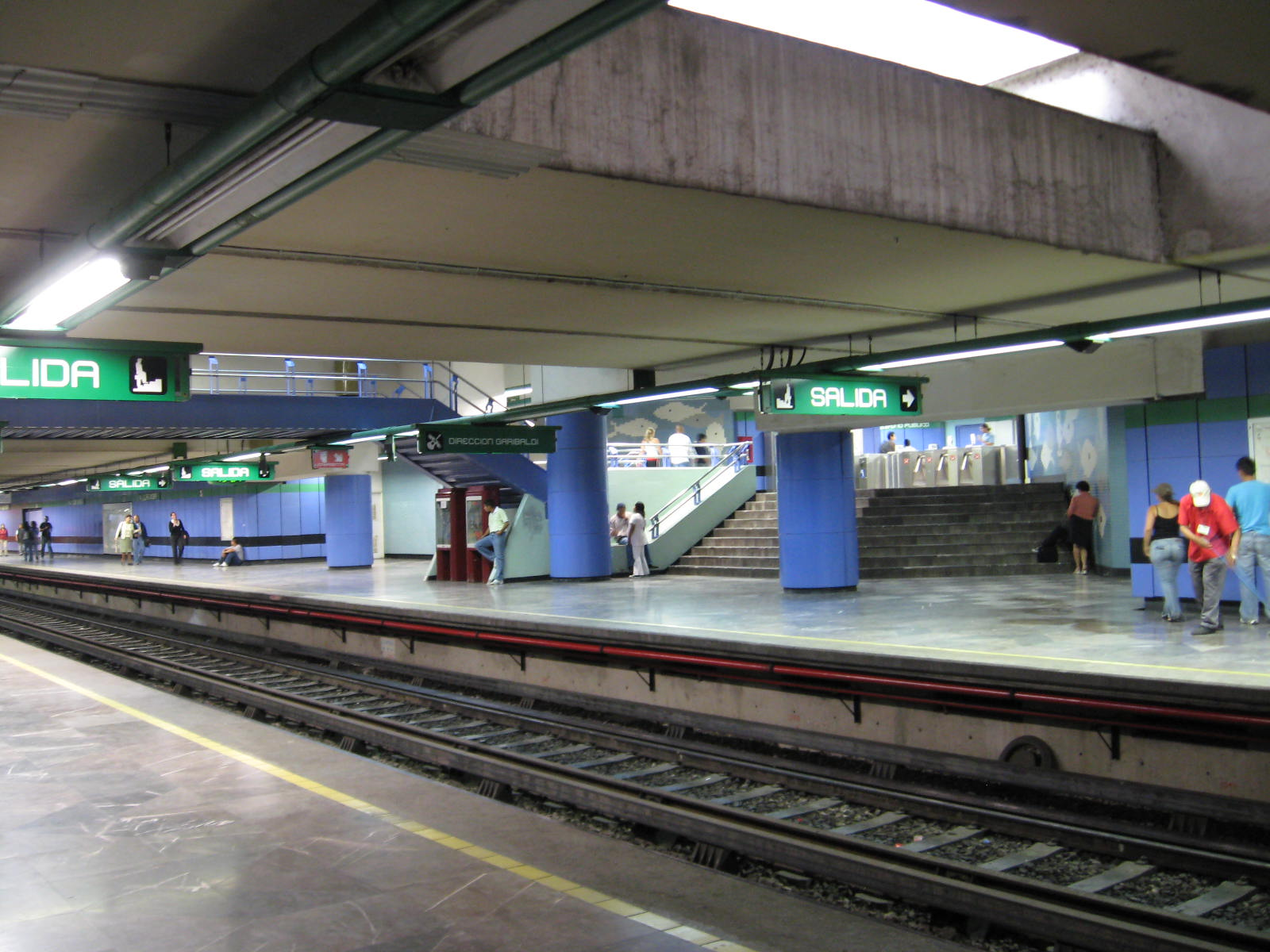
Andenes de la estación La Viga

Fue la décima ruta de la red en ser inaugurada. Está integrada por 19 estaciones y su color distintivo es el verde. Su trazo se encuentra localizado al centro y suroriente de la Ciudad de México. Tiene dirección oriente-poniente entre las estaciones Constitución de 1917 y Atlalilco, y dirección norte-sur entre Escuadrón 201 y Garibaldi-Lagunilla. Tiene una longitud total de vía de 20.08 km, de los cuales 17.68 km son utilizados para el servicio de pasajeros y el restante se emplea para maniobras.
El Sistema de Transporte Colectivo denomina Quinta Etapa del Metro al intervalo entre los años 1988 y 1994. Durante esta etapa se planeó el trazo de la ruta de la estación Indios Verdes a la colonia Ejército Constitucionalista, pasando por el Centro Histórico de la Ciudad de México. Bajo el argumento del posible daño que sufrirían edificios virreinales y prehispánicos, presentes en el primer cuadro de la ciudad, el trazo y fecha de inicio de la obra fueron modificados, siendo inaugurada en 1994, 3 años después de la Línea A.
El 20 de julio de 1994 fue inaugurada por Carlos Salinas de Gortari, presidente de México de 1988 a 1994, y Manuel Aguilera Gómez, Regente del Distrito Federal de 1993 a 1994.
Tiene correspondencia con otras líneas en: línea 12 en Atlalilco; línea 4 en Santa Anita; líneas 2 y 9 en Chabacano; línea 1 en Salto del Agua; línea 2 en Bellas Artes y línea B en Garibaldi-Lagunilla.
El tipo de construcción es superficial en el tramo Aculco-Coyuya y la estación Constitución de 1917; el resto de la línea es de tipo subterránea. La línea está construida en las siguientes avenidas: Av. Paseo de la Reforma (solo estación Garibaldi-Lagunilla), Eje Central Lázaro Cárdenas, Juan A. Mateos, Prol. José Tomás Cuellar, Calz. de la Viga, Viaducto, Coyuya, Hidalgo, Centeno, Violeta, Francisco del Paso y Troncoso, Avenida 5 y Av. Ermita Iztapalapa.
Estaciones: Garibaldi-Lagunilla, Bellas Artes, San Juan de Letrán, Salto del Agua, Doctores, Obrera, Chabacano, La Viga, Santa Anita, Coyuya, Iztacalco, Apatlaco, Aculco, Escuadrón 201, Atlalilco, Iztapalapa, Cerro de la Estrella, UAM-I y Constitución de 1917.

### Línea 9

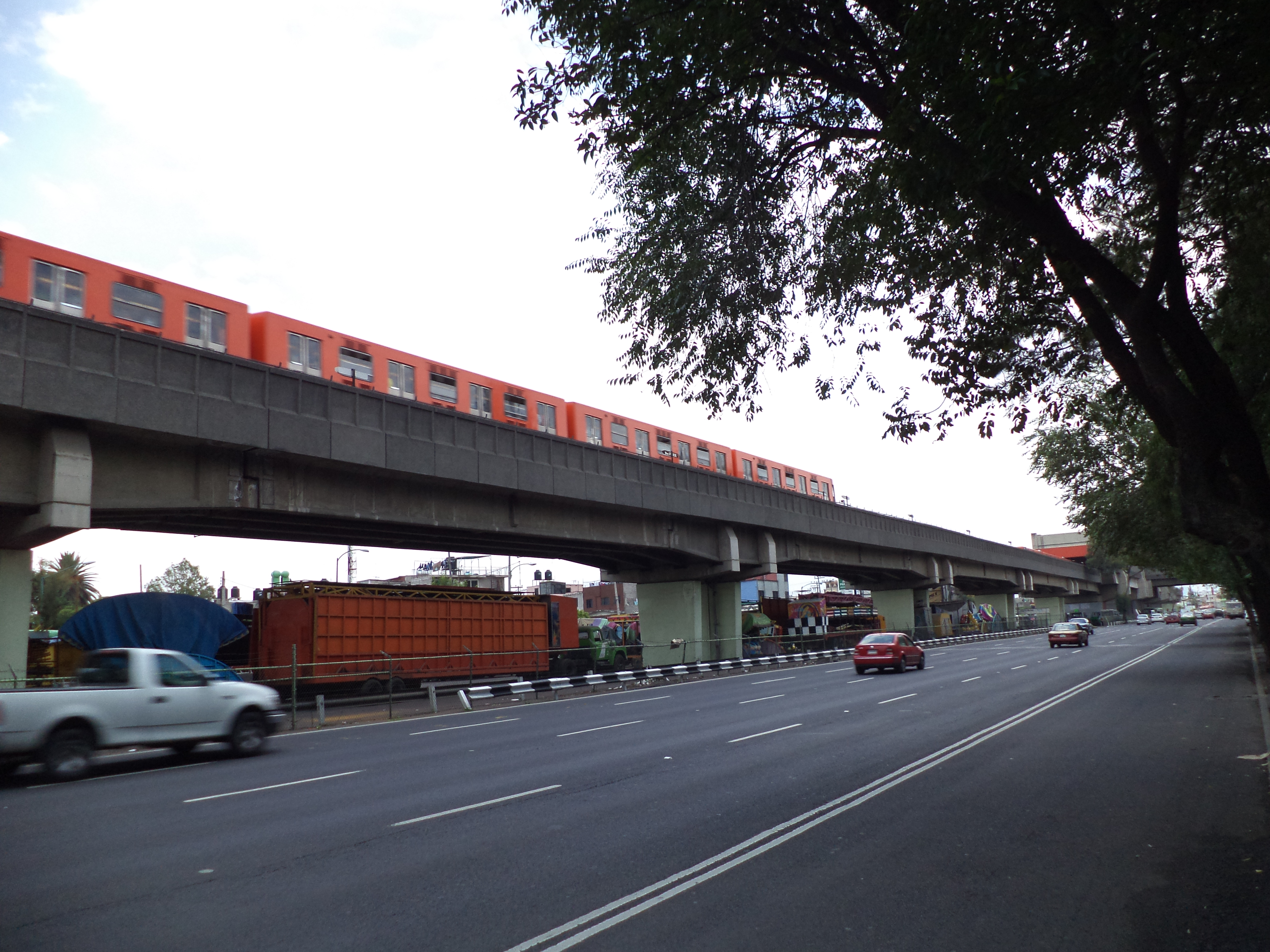
Tramo elevado de la línea 9

Fue la octava línea en construirse e inaugurarse. Está integrada por 12 estaciones y su color distintivo es el café. Su trazo se localiza al centro de la Ciudad de México con dirección oriente-poniente. Tiene una longitud de vía de 15.37 km, de los cuales 13.03 km son utilizados para el servicio de pasajeros y el restante se emplea para maniobras.
El primer tramo inaugurado, Pantitlán-Centro Médico, el 26 de agosto de 1987 contaba con una longitud de 11.67 km y 9 estaciones; se inauguró durante el sexenio presidencial (1982-1988) de Miguel de la Madrid Hurtado. El segundo tramo fue inaugurado el 29 de agosto de 1988, de Centro Médico a Tacubaya, con una longitud de 3.71 km y 3 estaciones.
Tiene correspondencia con otras líneas: líneas 1 y 7 en Tacubaya; línea 3 en Centro Médico; líneas 2 y 8 en Chabacano; línea 4 en Jamaica y líneas 1, 5 y A en Pantitlán.
El tipo de construcción es subterráneo en el tramo Tacubaya-Mixiuhca. De Velódromo a Pantitlán es viaducto elevado. La línea está construida en las avenidas: José Martí, Gral. Francisco Murguía, Benjamin Franklin, Av. Baja California, Av. Dr. Ignacio Morones Prieto, José Peón Contreras, Calzada Chabacano, Av. Morelos, Viaducto y Río Churubusco.
Estaciones: Tacubaya, Patriotismo, Chilpancingo, Centro Médico, Lázaro Cárdenas, Chabacano, Jamaica, Mixiuhca, Velódromo, Ciudad Deportiva, Puebla y Pantitlán.

### Línea 12

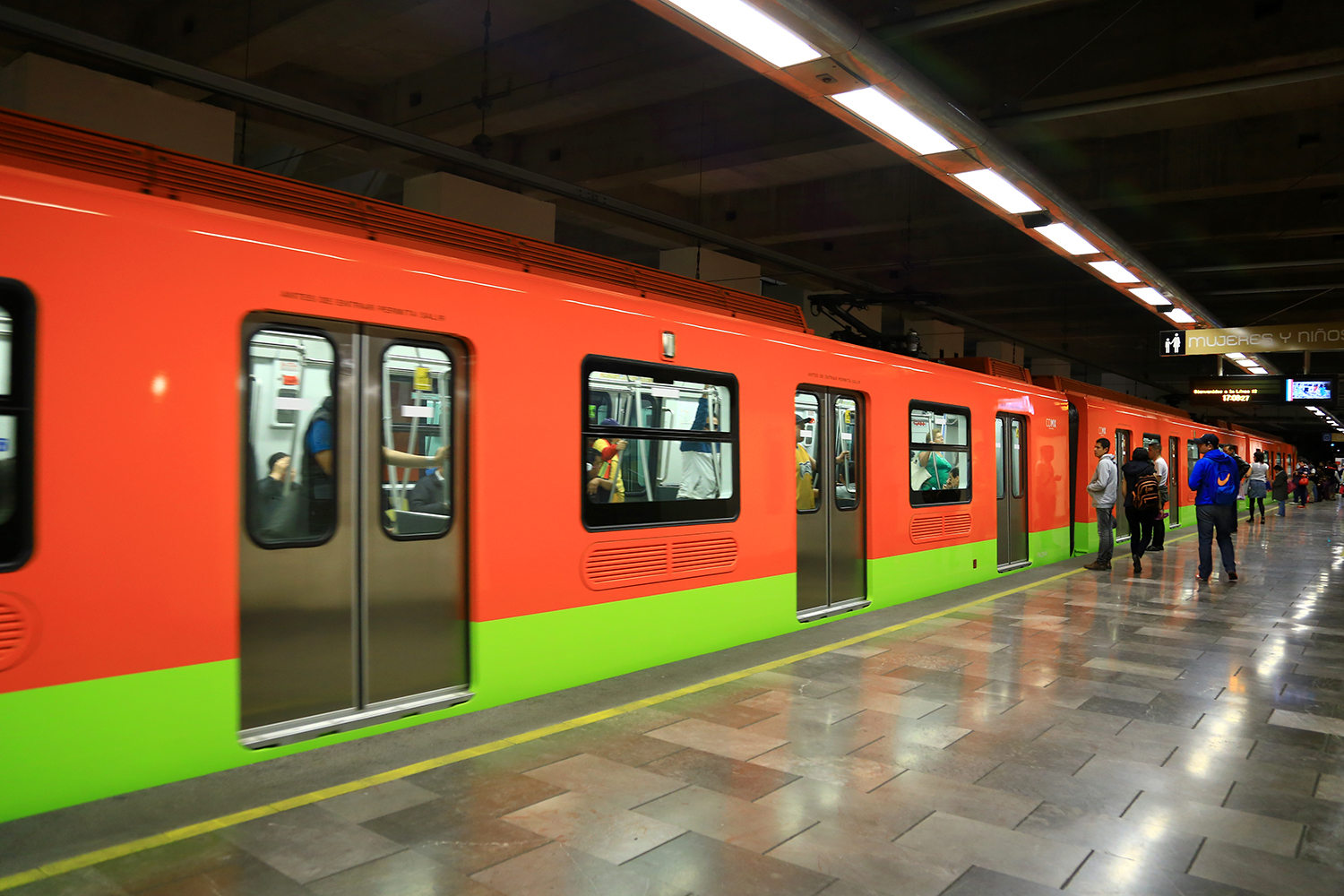
Andenes en la Línea 12

Duodécima línea en construirse e inaugurarse. Está integrada por 20 estaciones y su color distintivo es el dorado. Se localiza al sur de la Ciudad de México con dirección oriente-poniente. Tiene una longitud total de vía de 24.5 km, de los cuales 20.28 km son utilizados para servicio de pasajeros y el restante para maniobras, lo cual la convierte en la línea más extensa del metro, seguida de las líneas 3 y B. Es, además, la segunda línea de la red (junto con la Línea A) en utilizar trenes de rodadura férrea alimentados por catenaria; sin embargo, es la única línea de todo el sistema que no cuenta con una vía de servicio o de enlace a otras líneas, debido a que opera con una diferencia de potencial mayor a 750 VCC; así, los trenes que circulan en ella no son recibidos en los talleres de El Rosario, sino directamente en los talleres de la estación Tláhuac, en los cuales se atienden exclusivamente a los trenes de dicha línea.
Fue inaugurada el 30 de octubre del 2012 por Marcelo Ebrard Casaubón, Jefe de Gobierno del Distrito Federal de 2006 a 2012 y Felipe Calderón Hinojosa, Presidente de México de 2006 a 2012.
La línea se encontró fuera de servicio en su totalidad desde mayo de 2021, siendo reabierto el tramo Mixcoac-Atlalilco el 15 de enero de 2023, debido a un desplome, en el cual una trabe que sostenía el cajón de vías colapsó y cayó junto con un tren que se encontraba circulando sobre ella, entre las estaciones Tezonco y Olivos.
Tiene correspondencia con otras líneas del sistema: línea 7 en Mixcoac; línea 3 en Zapata; línea 2 en Ermita y línea 8 en Atlalilco.
El tipo de construcción es subterránea en forma de túnel profundo de la estación Mixcoac a la estación Mexicaltzingo; cajón subterráneo en Atlalilco; de viaducto elevado entre las estaciones Culhuacán y Zapotitlán y superficial entre Tlaltenco y Tláhuac, siendo la única línea de toda la red en emplear los cuatro tipos de construcción posibles. El trazo de la línea está construido sobre: Av. Benvenuto Cellini, Av. Extremadura, Av. Félix Cuevas, Av. Municipio Libre, Av. División del Norte, Av. Popocatépetl, Calzada Ermita-Iztapalapa, Av. Tláhuac y el ejido Terromotitla.
El 8 de julio de 2015 el Gobierno del Distrito Federal anunció que el consorcio conformado por Promotora y Desarrolladora Mexicana, Proacon y Desarrollo de Terracería ganó la licitación para construir la ampliación de la línea 12 de la estación Mixcoac hacia la estación Observatorio de la línea 1. El tramo tendrá una longitud de 3.5 km y se construirán tres estaciones: Valentín Campa, Álvaro Obregón y Observatorio. Las obras comenzaron en febrero de 2017 y se cree que la primera etapa de construcción de esta ampliación concluirá en septiembre de 2017.
Estaciones: Tláhuac, Tlaltenco, Zapotitlán, Nopalera, Olivos, Tezonco, Periférico Oriente, Calle 11, Lomas Estrella, San Andrés Tomatlán, Culhuacán, Atlalilco, Mexicaltzingo, Ermita, Eje Central, Parque de los Venados, Zapata, Hospital 20 de Noviembre, Insurgentes Sur y Mixcoac.
Estaciones en construcción: Valentín Campa, Álvaro Obregón y Observatorio.

### Línea A
Novena línea del sistema en ser inaugurada. Está integrada por 10 estaciones y su color distintivo es el morado. Su trazo se localiza al suroriente de la Ciudad de México con dirección predominante oriente-poniente. Tiene una longitud de vía de 17.19 km, de los cuales 14.89 km son utilizados para el servicio de pasajeros y el restante se emplea para maniobras. Fue la primera línea del sistema en emplear trenes de rodadura férrea alimentados por catenaria, los cuales originalmente constaban de 6 carros. Por ese motivo también se le conoce como Metro Férreo o Metro Ligero.

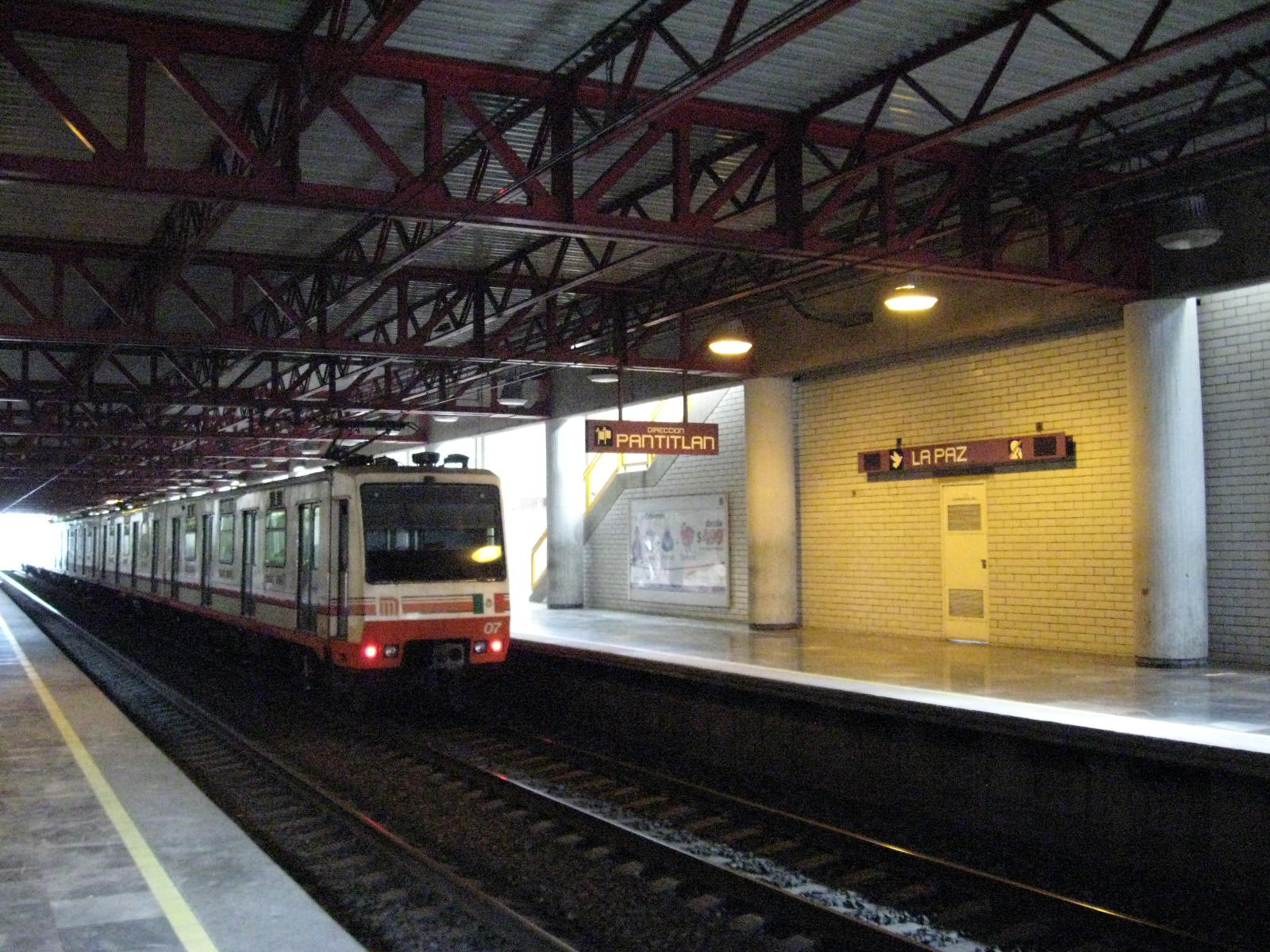
Estación terminal La Paz

Fue inaugurada por Carlos Salinas de Gortari, Presidente de México de 1988 a 1994, Ignacio Pichardo Pagaza, Gobernador del Estado de México de 1989 a 1993 y Manuel Camacho Solís, Regente del Distrito Federal de 1988 a 1993, el 12 de agosto de 1991.
Tiene correspondencia con las líneas 1, 5 y 9 en la estación Pantitlán.
Hasta el 12 de diciembre de 2013 si se deseaba transbordar a las líneas 1, 5 o 9 desde la línea A, o viceversa, se debía comprar un boleto más o cubrir el costo equivalente con la tarjeta recargable del Sistema de Transporte Colectivo. A partir del 13 de diciembre de 2013 fue eliminado el pago de este boleto extra.
En 1985, la desaparecida Comisión de Vialidad y Transporte Urbano (COVITUR), dependiente de la Secretaría General de Obras del Distrito Federal, dio a conocer el Programa Maestro del Metro Horizonte 2010. En esta versión se determinó construir 8 líneas alimentadoras que tendrían como característica particular ser una transición entre el Metro convencional y un ferrocarril suburbano. La transición consistiría en: diseñar trenes de rodadura férrea de seis vagones (con posibilidad de aumentar hasta nueve); de dimensiones similares a los de rodadura neumática empleados en el sistema desde 1969; tomarían por medio de un pantógrafo la tensión suministrada por una catenaria; dada su función de línea alimentadora, al extenderse hacia zonas suburbanas en el Estado de México, se debería comprar un boleto más para abordar a las líneas principales (líneas del Metro con trazo predominante en el centro de la Ciudad de México) y para distinguirlas de las principales se emplearía nomenclatura por letras.
Del proyecto de líneas alimentadoras únicamente se logró construir la línea A (con una modificación en su trazo oriente). En posteriores revisiones del Plan Maestro del Metro se consideró sustituir las líneas alimentadoras por líneas de tren ligero o por expansiones de las líneas de rodadura neumática existentes.
Esta línea tiene la particularidad de contar con una vía de enlace hacia los talleres de mantenimiento mayor Zaragoza, la cual corre de forma superficial (a nivel de calle) y sin una plataforma reservada a través de la Calz. Ignacio Zaragoza cruzando el Viaducto Río de la Piedad; sin embargo, el mantenimiento de sus trenes se lleva a cabo exclusivamente en los talleres de La Paz.
La estación terminal Pantitlán es subterránea, el resto de la línea es superficial. La línea está construida en las siguientes avenidas: Río Churubusco, Calz. Ignacio Zaragoza, Av. Puebla, Generalísimo Morelos y Vías Férreas del Sur.
Estaciones: Pantitlán, Agrícola Oriental, Canal de San Juan, Tepalcates, Guelatao, Peñón Viejo, Acatitla, Santa Marta, Los Reyes y La Paz.

### Línea B

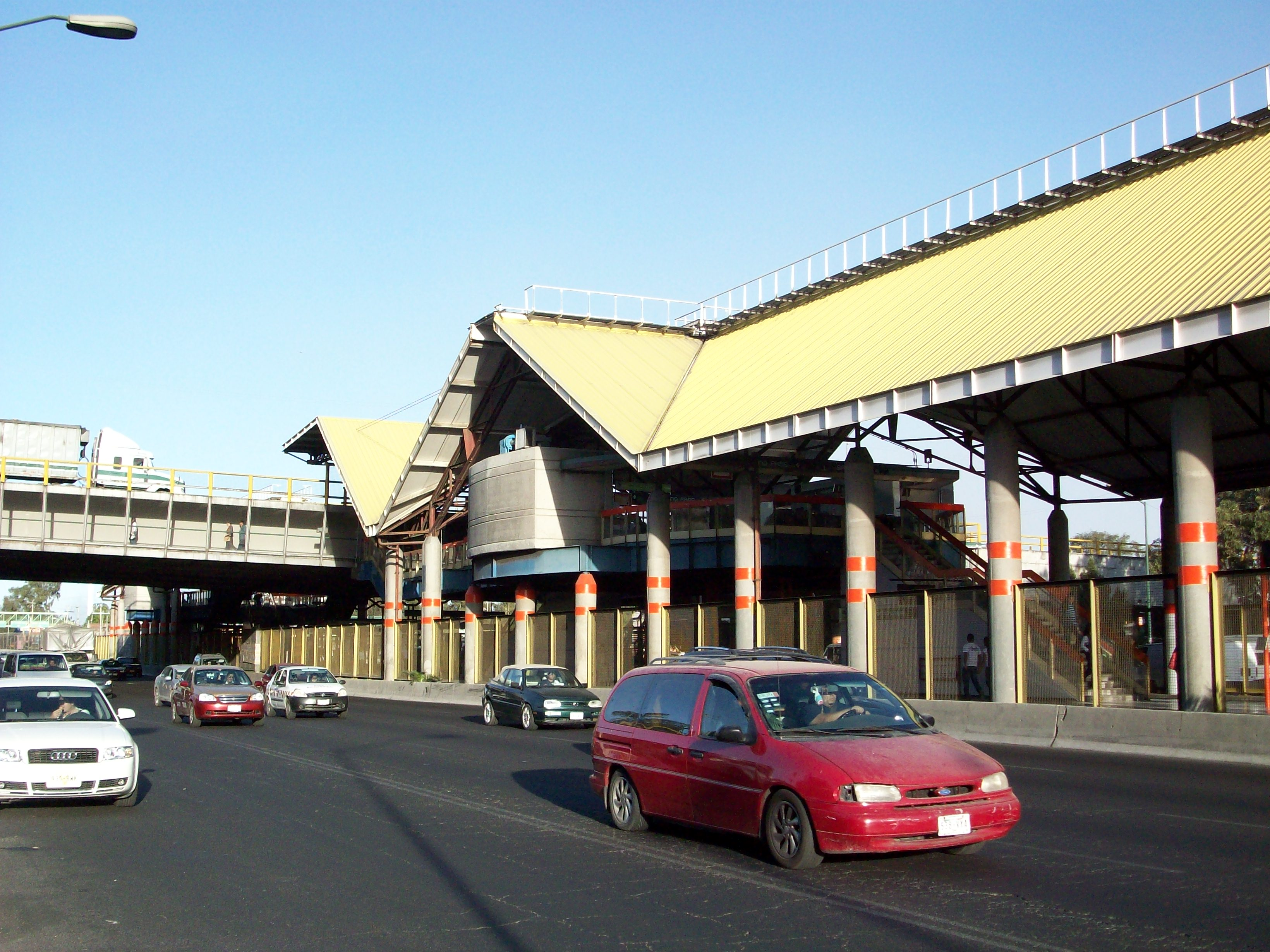
Estación Deportivo Oceanía en el tramo superficial de la línea

Undécima línea en inaugurarse. Está integrada por 21 estaciones y es la única del sistema en utilizar en su identidad gráfica dos colores: verde y gris. Su trazo se localiza en el centro y nororiente de la Ciudad de México con dirección oriente-poniente de Buenavista a San Lázaro y dirección sur-norte de Ricardo Flores Magón a Ciudad Azteca. Tiene una longitud total de vía de 23.72 km, de los cuales 20.28 km son utilizados para el servicio de pasajeros y el restante se emplea para maniobras.
La línea fue inaugurada en 2 tramos: el primer tramo inaugurado por Ernesto Zedillo Ponce de León, Presidente de México de 1994 a 2000, y Rosario Robles Berlanga, Jefe de Gobierno del Distrito Federal de 1999-2000 fue Buenavista-Villa de Aragón, el 15 de diciembre de 1999 (de 12.14 km y 13 estaciones). El segundo tramo, Villa de Aragón-Ciudad Azteca, inaugurado el 30 de noviembre de 2000 sumó a la línea 11.58 km y 8 estaciones.
Tiene correspondencia con otras líneas en: línea 3 en Guerrero, línea 8 en Garibaldi-Lagunilla, línea 4 en Morelos, línea 1 en San Lázaro y línea 5 en Oceanía.
En 1985 el Programa Maestro del Metro Horizonte 2010 propuso el trazo de la línea 10 desde la colonia Irrigación, en la demarcación Miguel Hidalgo, hasta la colonia Villa de Aragón en los límites de la demarcación Gustavo A. Madero y el municipio de Nezahualcóyotl (Estado de México). Para alimentar esta línea sería necesario construir una línea alimentadora similar a la línea A que partiría desde la colonia Villa de Aragón hacia la colonia Ciudad Azteca (en el Estado de México). La línea B representa la unificación de ambas líneas, con modificaciones en su trazo poniente.
De la terminal Buenavista a la estación Morelos la línea es subterránea. La línea viaja a través de viaducto elevado de San Lázaro a Oceanía. De Deportivo Oceanía a la terminal Ciudad Azteca la línea es superficial. La línea está construida en las avenidas: Mosqueta, Ignacio López Rayón, Héroe de Granaditas, Av. del Trabajo, Albañiles, Av. Ing. Eduardo Molina, Artilleros, Oceanía, Av. 608 y Av. Central.
Estaciones: Buenavista, Guerrero, Garibaldi-Lagunilla, Lagunilla, Tepito, Morelos, San Lázaro, Ricardo Flores Magón, Romero Rubio, Oceanía, Deportivo Oceanía, Bosque de Aragón, Villa de Aragón, Nezahualcóyotl, Impulsora, Río de los Remedios, Múzquiz, Ecatepec, Olímpica, Plaza Aragón y Ciudad Azteca.

## Afluencia de pasajeros
| Línea                                           | 2020        | 2021        | 2022          | 2023          | 2024          |
| ----------------------------------------------- | ----------- | ----------- | ------------- | ------------- | ------------- |
|                                                 | 141 606 476 | 131 653 415 | 110 013 772   | 63 327 549    | 67 799 070    |
|                                                 | 137 704 512 | 113 531 453 | 177 148 321   | 198 819 914   | 212 233 035   |
|                                                 | 124 140 035 | 107 534 584 | 164 126 586   | 172 282 915   | 172 315 795   |
|                                                 | 16 102 275  | 15 932 642  | 23 392 406    | 26 518 485    | 24 858 632    |
|                                                 | 48 816 889  | 49 090 953  | 59 523 338    | 59 894 845    | 59 639 476    |
|                                                 | 26 086 778  | 23 533 445  | 35 747 685    | 39 983 224    | 38 808 804    |
|                                                 | 54 967 994  | 51 915 097  | 69 017 046    | 78 835 951    | 85 606 835    |
|                                                 | 76 407 157  | 82 734 948  | 115 644 493   | 128 239 286   | 124 612 151   |
|                                                 | 68 615 200  | 72 398 420  | 94 288 047    | 95 820 436    | 80 632 078    |
|                                                 | 74 680 911  | 79 558 096  | 88 085 183    | 75 722 373    | 71 683 242    |
|                                                 | 87 833 699  | 87 519 002  | 120 474 998   | 129 696 783   | 128 639 393   |
|                                                 | 78 214 776  | 22 071 358  |               | 46 018 262    | 105 030 602   |
| Total                                           | 935 176 702 | 837 473 413 | 1 057 461 875 | 1 115 160 023 | 1 171 859 113 |
| Líneas que operaron parcialmente durante el año |             |             |               |               |               |

### Hitos de afluencia
| Posición | Estación             | Líneas | Afluencia  |
| -------- | -------------------- | ------ | ---------- |
| 1        | Pantitlán            |        | 41 546 181 |
| 2        | Constitución de 1917 |        | 34 866 831 |
| 3        | Cuatro Caminos       |        | 32 300 741 |
| 4        | Indios Verdes        |        | 29 859 194 |
| 5        | Tacubaya             |        | 23 378 634 |
| 6        | Pino Suárez          |        | 20 570 140 |
| 7        | Universidad          |        | 18 267 530 |
| 8        | Tasqueña             |        | 18 243 171 |
| 9        | Buenavista           |        | 18 137 887 |
| 10       | Tláhuac              |        | 15 555 130 |

| Posición | Estación         | Líneas | Afluencia |
| -------- | ---------------- | ------ | --------- |
| 1        | Talismán         |        | 1 113 424 |
| 2        | Valle Gómez      |        | 1 415 483 |
| 3        | Hangares         |        | 1 606 130 |
| 4        | Bondojito        |        | 1 822 523 |
| 5        | Bosque de Aragón |        | 1 854 542 |
| 6        | Tezozómoc        |        | 1 886 169 |
| 7        | Norte 45         |        | 1 955 874 |
| 8        | Balbuena         |        | 2 161 715 |
| 9        | Aragón           |        | 2 257 969 |
| 10       | Eduardo Molina   |        | 2 302 701 |

1. ↑  Sin incluir las diez estaciones de la línea 1 cerradas en noviembre de 2023 ni las tres estaciones de la línea 1 cerradas de enero a septiembre de 2024.

## Identidad corporativa
La identidad corporativa del Sistema de Transporte Colectivo fue creada por el diseñador gráfico estadounidense Lance Wyman. Para Wyman, la creación de un wayfinding implica hacer referencia a la historia, cultura y esencia del lugar; además, proporciona a los usuarios información y orientación de forma clara con el objetivo de hacerlos encontrar su camino. La primera aportación de Wyman es el logotipo y tipografía del organismo: la letra m en color naranja con bordes redondos sobre un fondo negro con la esquina superior derecha redondeada. El logotipo está inspirado en las tres primeras líneas del sistema en sus barras verticales y a un tren circulando en la barra curva superior. Según Wyman:

The Metro symbol is a square into which are cut three lines to form an "M" representing the lines that are cut into the city itself. The upper right-hand corner of the square is rounded to accomplish a visual flow of the lines and to give the symbol a recognizable silhouette. The square form is used because the symbolic center of Mexico City is the Zocolo (sic), or the City Square.
El símbolo del metro es un cuadrado dentro del cual tres líneas forman una letra "M" que representan las líneas que atraviesan la ciudad misma. En el ángulo superior derecho del cuadrado, se observa una esquina redondeada, que logra dar un flujo visual de las líneas y da al símbolo una silueta que puede reconocerse. Se usa la forma cuadrada porque el centro simbólico de la Ciudad de México es el Zocolo (sic), la plaza (central) de la ciudad.
Lance Wyman, "Attachment A", adjunto escrito por Wyman al Gobierno del Distrito Federal, 1969.

Posteriormente, el equipo integrado por Wyman, Arturo Quiñónez y Francisco Gallardo diseñan la iconografía de las líneas 1, 2 y 3. Por último, ese mismo equipo diseña la iconografía para servicios del sistema (letreros de entrada, salida, no fumar, andenes, etcétera), una moneda conmemorativa y un timbre postal. Estas actividades se realizaron entre los años 1968 y 1971. Wyman también fue el encargado de la iconografía de las Olimpiadas de México 68.
Cada línea tiene asignada un color distintivo y los íconos de las estaciones no representan figuras al azar; en cada uno se observa claramente el concepto de wayfinding aplicado por Wyman:
- Sitios de referencia en donde se localizan las estaciones (por ejemplo, Salto del Agua);
- La toponimia (por ejemplo, Coyoacán) y
- La historia del rumbo (por ejemplo, General Anaya).

"Gran parte de la información necesaria para comprender y diseñar los iconos de la estación vinieron directamente de esas personas que vivían en las zonas donde estaban las estaciones", señaló Wyman.
Esta idea se ha extendido a otros sistemas de transporte público de pasajeros existentes en la Ciudad de México: Tren Ligero de la Ciudad de México, Metrobús y Ferrocarril Suburbano de la Zona Metropolitana del Valle de México.

## Tarifas y sistemas de pago
Desde el 13 de diciembre de 2013 el costo de un viaje tiene valor de $ 5.00 (€; 0.25 o USD; 0.27 aproximadamente, en la actualidad).
Para cubrir el costo de un viaje es necesario comprar un boleto de papel (con un costo de $ 5.00) o bien, comprar una tarjeta recargable. La tarjeta recargable tiene un valor de $ 15.00 (€; 0.74 o USD; 0.80 aproximadamente, en la actualidad), pero no incluye ningún viaje, por lo que el usuario tendrá que cargarla por un mínimo de $ 5.00 o un máximo de $ 120.00 (€; 5.90 o USD; 6.40 aproximadamente, en la actualidad). El 25 de mayo de 2017, el Gobierno de Ciudad de México firmó un acuerdo con MasterCard, con la firma de este acuerdo se podrá hacer uso de tarjetas de débito o crédito de tarjetas emitidas por la compañía financiera. 
El servicio es gratuito para niños menores de 5 años, adultos mayores de 60 años, discapacitados, jóvenes pertenecientes al Instituto Mexicano de la Juventud (IMJUVE) y policías.
Un viaje es válido para trasladarse por toda la red como requiera el usuario en un viaje continuo, esto es, no se cobran adicionalmente los transbordos.

### Tarjeta inteligente

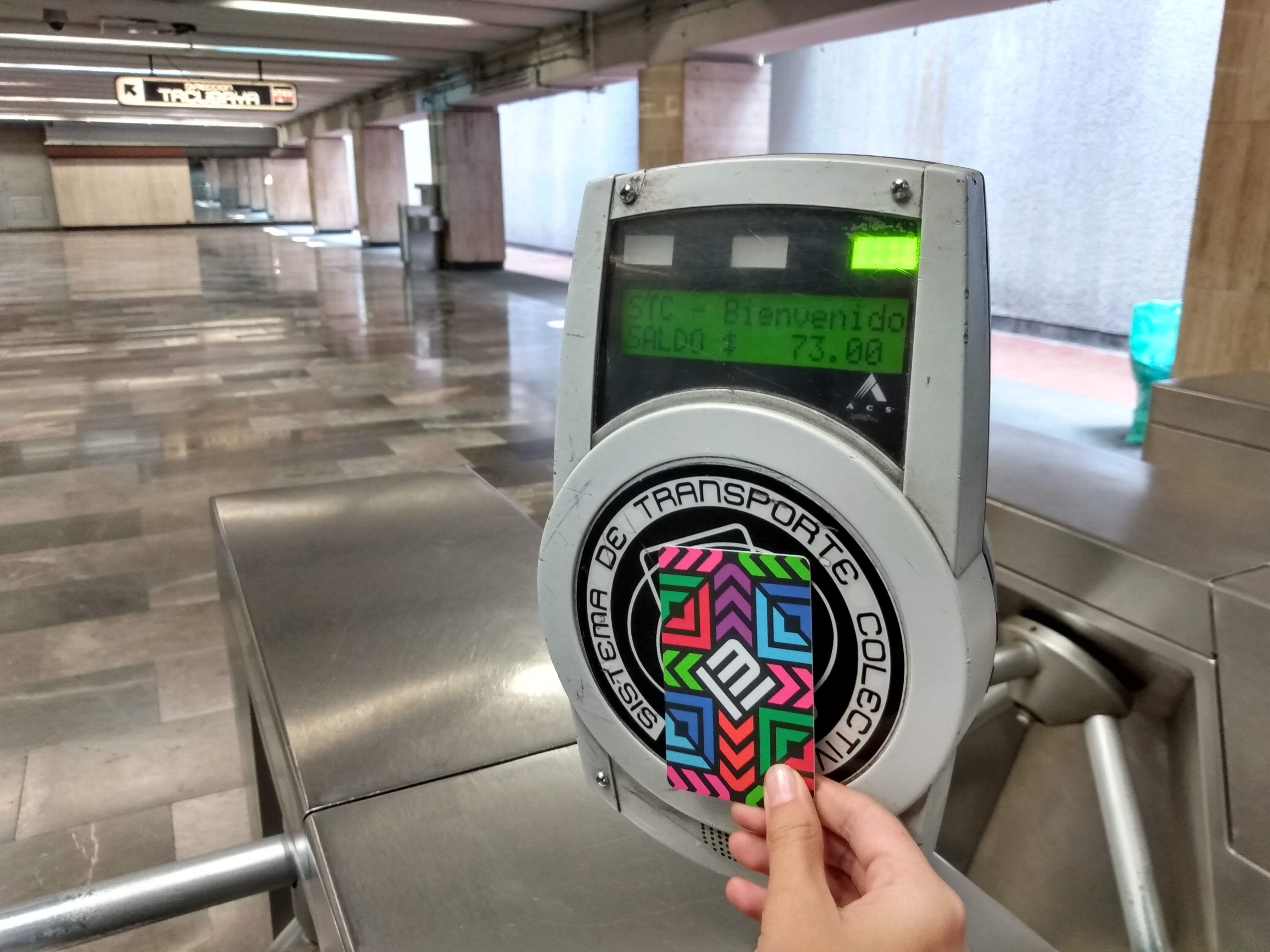
Uso de la tarjeta inteligente en un torniquete del Metro

Con el objetivo de agilizar el acceso a las estaciones y desaparecer paulatinamente el uso del boleto de papel, se introdujo como método de cobro el uso de tarjetas inteligentes.
Durante junio de 2006, se vendieron al público en general 12 000 tarjetas, con un costo de $ 300.00 (€; 14.90 o USD; 16.08 aproximadamente, en la actualidad y equivalente a 150 viajes). Tres meses después, en septiembre de 2006, se vendieron 5 500 tarjetas, con un costo de $ 200.00 (€; 9.93 o USD; 10.72 aproximadamente, en la actualidad y equivalente a 100 viajes). Durante 2006 y 2007, únicamente se habilitaron dos torniquetes por estación para acceder con este sistema de cobro. La recarga de la tarjeta únicamente se realizaba en las estaciones: Zaragoza, Chapultepec, Zócalo, Hidalgo y Universidad. En 2007, comenzó la modernización de los torniquetes y taquillas de todas las estaciones del sistema. Esta modernización consistió en colocar dispositivos de lectura/escritura para el uso de tecnología RFID-Mifare, empleada en las tarjetas inteligentes. El 27 de febrero de 2008, comenzaron a venderse de manera regular en taquillas con un valor de $ 10.00, sin incluir viaje alguno, por lo que el usuario tendrá que cargarla en taquillas.
El 6 de marzo de 2008, el Jefe de Gobierno del Distrito Federal, Marcelo Ebrard Casaubón, anunció formalmente el cobro del pasaje con este sistema. Mediante el uso de la tarjeta inteligente se planea la desaparición, paulatinamente, del uso del boleto de papel. Se estima un ahorro aproximado de $ 67 000 000 por la reducción del tiraje de boletos de papel con emulsión magnética y mantenimiento de torniquetes.
El 17 de octubre de 2012, entró en funcionamiento la denominada Tarjeta del Distrito Federal, la cual puede utilizarse para acceder al Metro, al Metrobús y al Tren Ligero. El objetivo de esta tarjeta multimodal es contar con un solo dispositivo que permita el pago de diferentes tipos de transporte público de Ciudad de México.
En noviembre de 2017, el Gobierno de Ciudad de México, en conjunto con la empresa bancaria Broxel Fintech y la entidad crediticia Master Card, implementó la Tarjeta Metro, una tarjeta con doble funcionalidad, ya que puede usarse tanto para acceder al transporte público como para poder pagar en cualquier comercio que acepte tarjeta. Para ello, se diseñó un plástico especial con dos chips de tipo Mifare RFID, exclusivo para el abono y pago del transporte público (en este caso, el Metro, con límite fijo de $ 120.00, similar a las tarjetas comunes, pero a futuro se espera que sea compatible con el Metrobús y demás sistemas que usen tarjeta inteligente), un chip EMV tradicional y una banda magnética para las transacciones bancarias. Los saldos tanto para transporte como para uso bancario son independientes, y el usuario debe registrar la tarjeta en la página web de la empresa Broxel o en la app disponible para smartphones Android, a fin de obtener una cuenta de débito y, más adelante, también recibir aprobaciones de líneas de crédito. El costo del plástico es de $ 15.00 ($ 10.00, para el saldo de la cuenta bancaria, y $ 5.00, para el saldo del Metro). Inicialmente, estuvo disponible de manera limitada en las estaciones de la línea 7; sin embargo, se planea gradualmente vender este nuevo medio de pago en todas las estaciones de la red.
El 16 de octubre del 2019, la Secretaría de Movilidad de la Ciudad de México, anuncia la Tarjeta de Movilidad Integrada como parte del plan de la red de Movilidad Integrada de la Ciudad de México, esta tarjeta consiste en el cobro del viaje de los sistemas de transporte pertenecientes al sistema de Movilidad Integrada, que incluyen al Metrobús, al Servicio de Transportes Eléctricos, a la Red de Transporte de Pasajeros, al Cablebús, y a Ecobici. En la primera etapa se implementó en los transportes que ya aceptaban la tarjeta CDMX, y se anulaban las tarjetas que no fueron recargadas en puntos autorizados en noviembre del 2019, posteriormente, la tarjeta CDMX dejó de funcionar el 31 de enero del 2020, para su posterior implementación en el resto de sistemas de transporte en la Ciudad de México.

## Conexión con otros sistemas de transporte público
Algunas estaciones del Metro de la Ciudad de México tienen conexión con otros sistemas de transporte público:
- Los Centros de Transferencia Modal, conocidos coloquialmente como paraderos, son espacios en donde confluyen diversos tipos y rutas de transporte de pasajeros. Su objetivo es facilitar el movimiento de pasajeros entre los sistemas de transporte que allí convergen. En la mayoría de los CETRAM, las líneas de autobuses provienen del área Metropolitana de Ciudad de México. De los 45 CETRAM existentes en la Ciudad de México, 37 están ubicados en estaciones terminales y de mayor afluencia de pasajeros del Metro de la Ciudad de México.[77]
- La estación Tasqueña enlaza con el Tren Ligero de la Ciudad de México, para acceder al cual se necesita comprar la Tarjeta de Movilidad Integrada.
- Las líneas 1, 2, 3, 4, 5, 6 y 7 del servicio de Metrobús enlazan con varias estaciones del Metro de la Ciudad de México. Para acceder a este servicio, es necesaria la compra de una tarjeta inteligente, llamada tarjeta electrónica Metrobús, o de una Tarjeta de Movilidad Integrada.[78]
- La ruta 1 Mexibús tiene conexión con la estación Ciudad Azteca del Metro de la Ciudad de México, en su terminal del mismo nombre. La ruta 3 tiene conexión con la estación Pantitlán del Metro de la Ciudad de México, en su terminal del mismo nombre. Para abordar el Mexibús, es necesario comprar una tarjeta inteligente, propia de este sistema.[79][80]
- El sistema 1 del Ferrocarril Suburbano de la Zona Metropolitana del Valle de México tiene comunicación con el Metro de la Ciudad de México en las estaciones Buenavista (línea B) y Ferrería/Arena Ciudad de México (línea 6). Para acceder, es necesario comprar una tarjeta inteligente propia de este transporte.[81][82]

## Parque vehicular

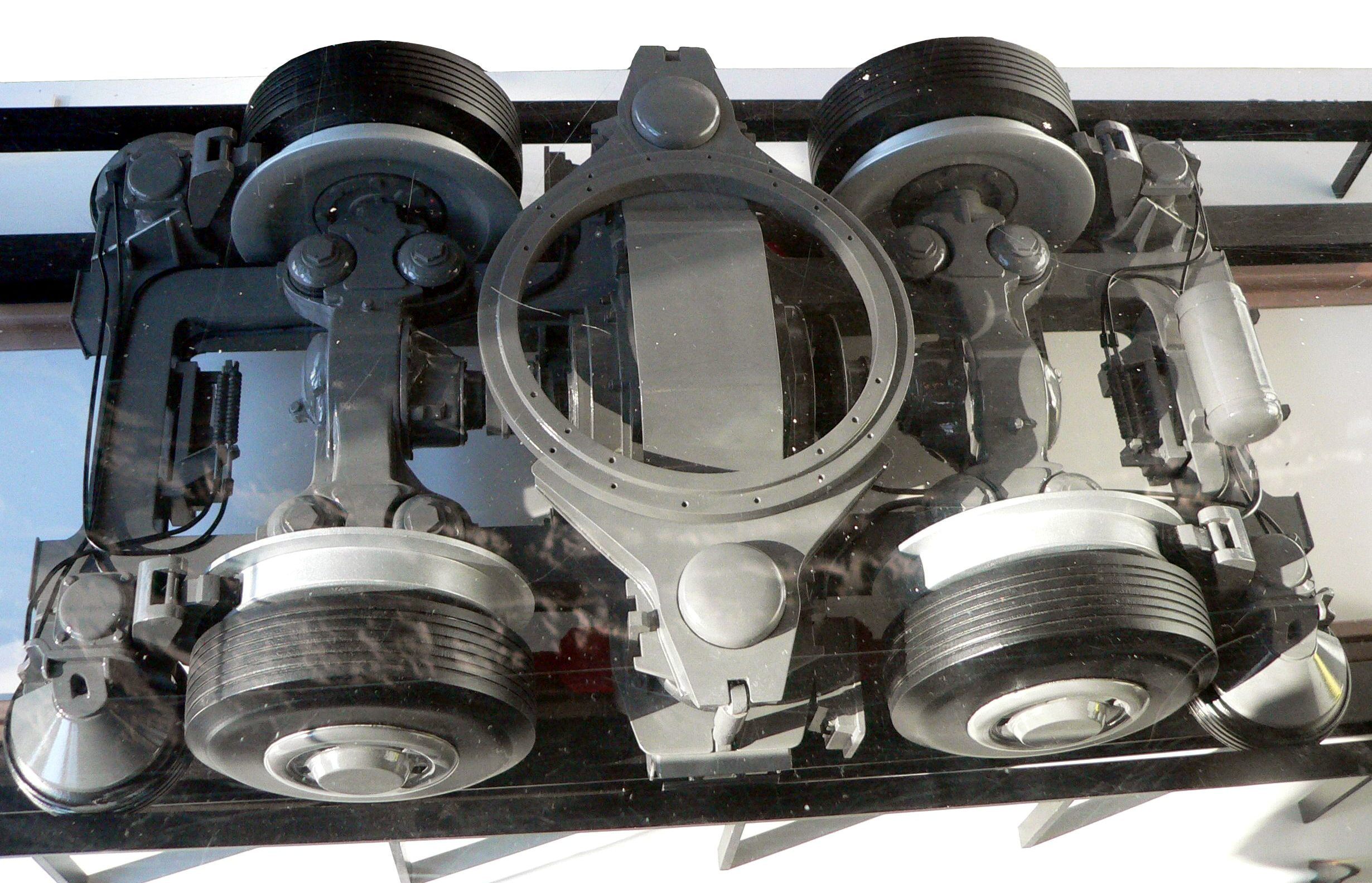
Bogie de un MP-89 construido por GEC Alsthom, para el metro de París, similar al utilizado en el parque vehicular del Metro de la Ciudad de México.

El parque vehicular está formado por trenes de rodadura férrea y neumática. En total, cuenta con 390 trenes: 321 trenes de rodadura neumática de caucho (321 de nueve carros y 29 de seis) y 27 trenes de rodadura férrea de 6 carros, 12 trenes de rodadura férrea de 9 carros y 30 trenes de rodadura férrea de 7 carros (en Línea 12). En su construcción destacan las empresas Alstom S.A.; Bombardier, Inc.; Construcciones y Auxiliar de Ferrocarriles (CAF); y Constructora Nacional de Carros de Ferrocarril S.A. de C.V.. Los primeros trenes denominados MP-68 fueron diseñados por Roger Tallon, diseñador industrial francés, por encargo de la empresa CIMT.
La distribución de los trenes por líneas es de la siguiente manera:
- Línea 1: 49 trenes
- Línea 2: 40 trenes
- Línea 3: 50 trenes
- Línea 4: 12 trenes
- Línea 5: 25 trenes
- Línea 6: 17 trenes
- Línea 7: 33 trenes
- Línea 8: 30 trenes
- Línea 9: 29 trenes
- Línea 12: 30 trenes
- Línea A: 39 trenes
- Línea B: 36 trenes

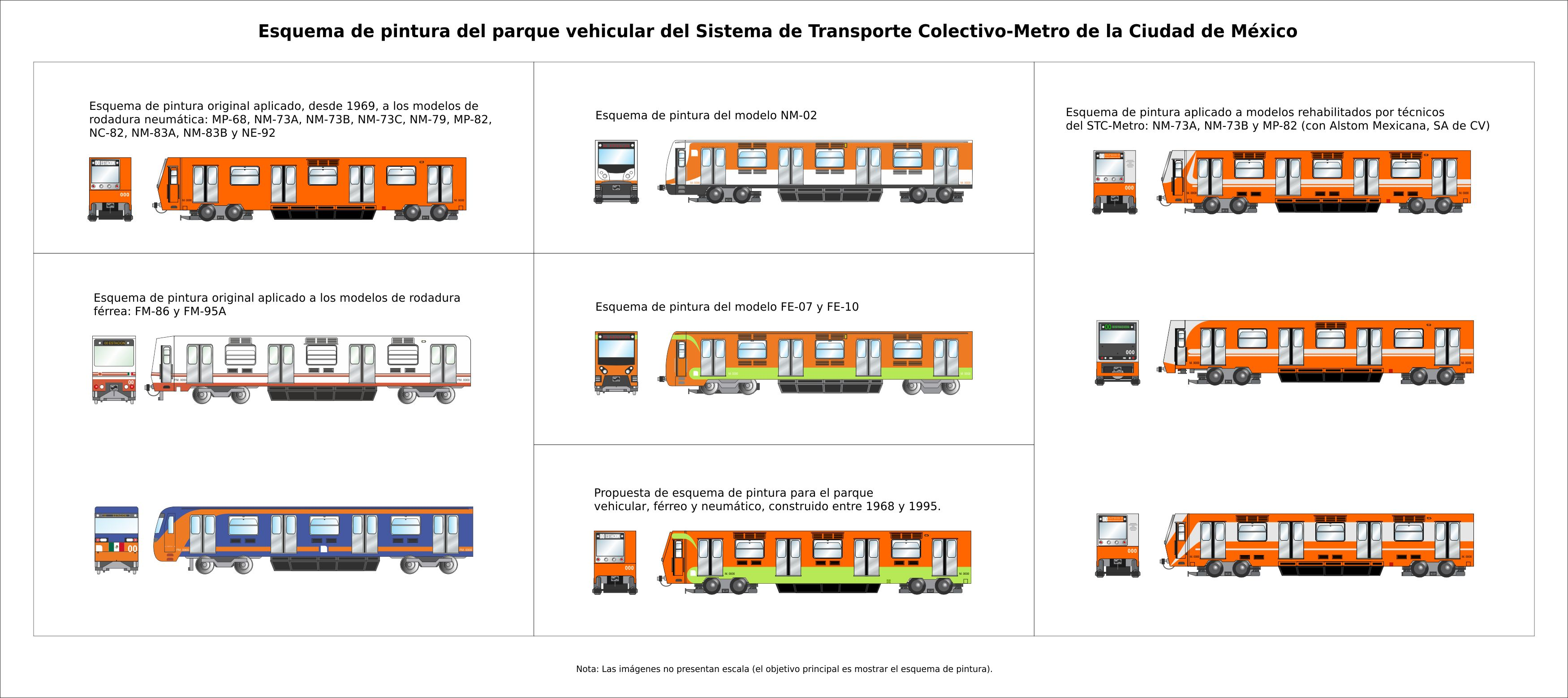
Esquema de pintura utilizado en diferentes modelos de trenes del sistema.

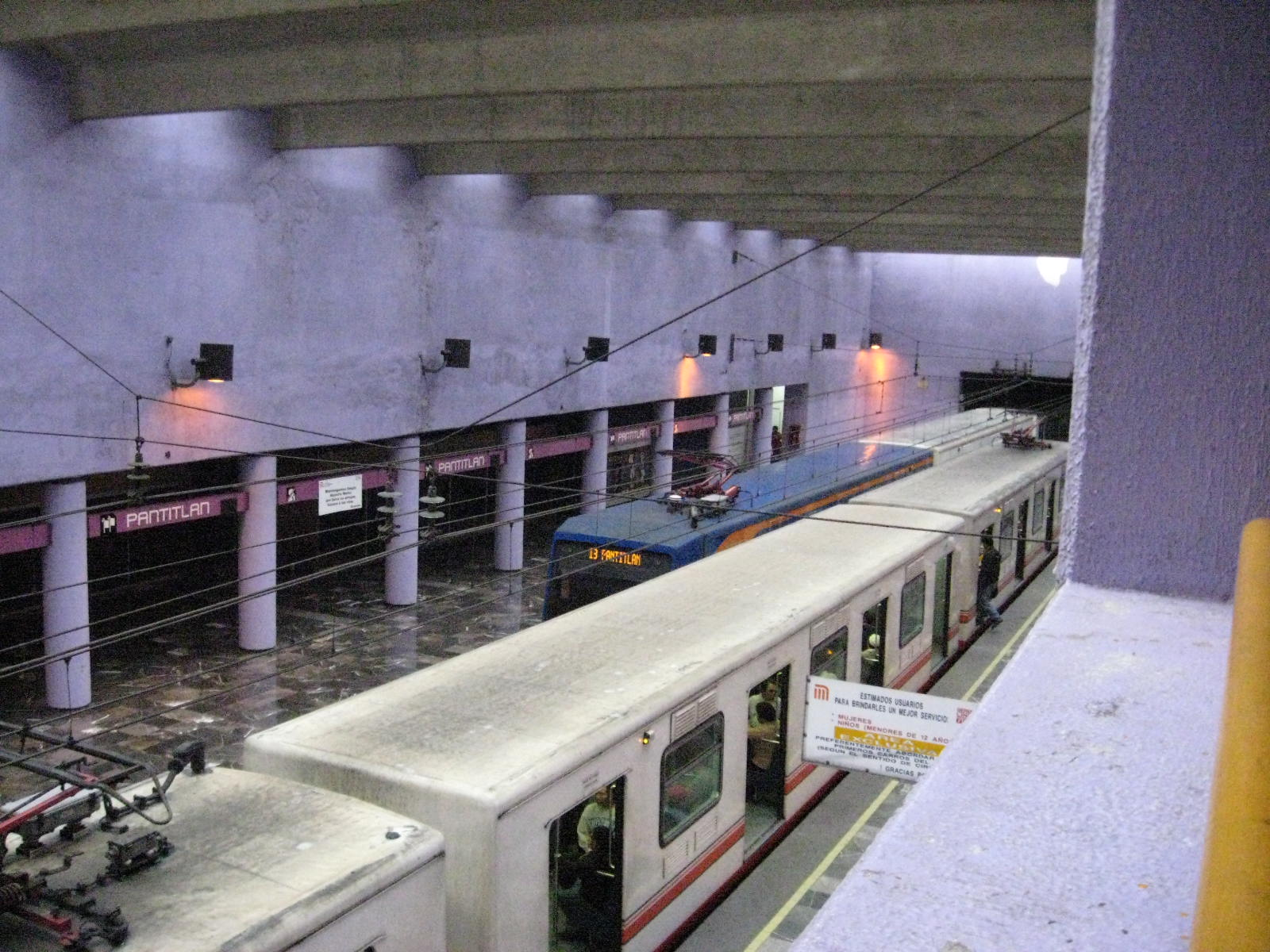
FM-0032 (de color azul) junto a un FM-86 en la estación Pantitlán.

El sistema utiliza un ancho de vía de 1435 mm (estándar). Los trenes de rodadura neumática además de emplear este ancho de vía necesitan una superficie de rodamiento para los neumáticos. Esta superficie de rodamiento tiene un ancho de vía de 1993 mm. La tensión a la cual operan todos los trenes (férreos y neumáticos, excepto Línea 12, cuyo voltaje es de 1.5 kV) es de CC a 750 V. Los trenes de rodadura neumática obtienen la tensión necesaria por medio de barras guía colocadas a los costados de la superficie de rodamiento. Los trenes de rodadura férrea poseen un pantógrafo en la parte superior para recibir la tensión suministrada por medio de una catenaria.
Existen cuatro tipos de carros en un tren del metro: carro motriz con cabina de conducción (M), carro motriz sin cabina (N), carro remolque (R) y carro remolque con el equipo de pilotaje automático (PR). La configuración para trenes de 9 y 6 carros –de rodadura neumática o férrea– es: M-R-N-N-PR-N-N-R-M y M-R-N-N-PR-M.
Algunas características significativas de los trenes se muestran en la siguiente tabla:
|                                       | Rodadura neumática | Rodadura neumática | Rodadura neumática | Rodadura férrea | Rodadura férrea | Rodadura férrea |
| Tipo de carro                         | M                  | N                  | R                  | M               | N               | R               |
| ------------------------------------- | ------------------ | ------------------ | ------------------ | --------------- | --------------- | --------------- |
| Longitud (m)                          | 17.1               | 16.2               | 16.2               | 16.895          | 15.780          | 15.780          |
| Ancho (m)                             | 2495               | 2495               | 2495               | 2495            | 2495            | 2495            |
| Altura del piso (m)                   | 1.2                | 1.2                | 1.2                | 1.2             | 1.2             | 1.2             |
| Velocidad máxima (km/h)               | 80                 | 80                 | 80                 | 100             | 100             | 100             |
| Velocidad comercial (km/h)            | 35.5               | 35.5               | 35.5               | 42.5            | 42.5            | 42.5            |
| Peso vacío (kg)                       | 28 930             | 27 830             | 20 837             | 26 564          | 24 680          | 21 116          |
| Capacidad máxima (pasajeros sentados) | 38                 | 39                 | 39                 | 38              | 39              | 39              |
| Capacidad máxima (pasajeros en pie)   | 132                | 131                | 131                | 118             | 121             | 121             |

Los trenes de rodadura neumática, del modelo MP-68 al modelo NE-92, se caracterizan por su peculiar color naranja intenso. Este esquema de pintura sufrió cambios a partir del año 2002 debido al programa de modernización del parque vehicular (elaborado por técnicos del Sistema de Transporte Colectivo). A los trenes rehabilitados les fueron pintadas, en color gris, discretas franjas a los costados así como la parte frontal de la cabina. El modelo NM-02, construido por el consorcio Bombardier Transportation México-CAF, también presenta cambios en la cromática: la mitad superior en color naranja y la mitad inferior en color blanco.
Los trenes de rodadura férrea modelo FM-86 son de color blanco con discretas franjas color naranja en los costados. En 1995, el consorcio Bombardier-CAF comenzó la construcción del modelo FM-95. Por primera vez en la historia del Metro de la Ciudad de México el gobierno del Distrito Federal convocó a la población, por medio de un concurso, para decidir los colores del modelo FM-95. El diseño ganador dotó al nuevo modelo un color azul intenso con motivos en color naranja.
La tabla siguiente muestra el modelo, constructora y patente de los diversos trenes que circulan por el sistema. El número que forma parte de la nomenclatura del modelo indica el año de la firma del convenio para su construcción:
| Parque vehicular | Parque vehicular | Parque vehicular                                                                          | Parque vehicular |
| Modelo           | Rodadura         | Compañía o consorcio constructor                                                          | Procedencia      |
| ---------------- | ---------------- | ----------------------------------------------------------------------------------------- | ---------------- |
| MP-68            | neumática        | Alsthom                                                                                   | Francia          |
| NM-73A           | neumática        | Concarril                                                                                 | México           |
| NM-73B           | neumática        | Concarril                                                                                 | México           |
| NM-73C           | neumática        | Concarril                                                                                 | México           |
| NM-79            | neumática        | Concarril                                                                                 | México           |
| MP-82            | neumática        | Alsthom                                                                                   | Francia          |
| NC-82            | neumática        | Bombardier                                                                                | Canadá           |
| NM-83A           | neumática        | Concarril                                                                                 | México           |
| NM-83B           | neumática        | Concarril                                                                                 | México           |
| FM-86            | férrea           | Concarril                                                                                 | México           |
| NE-92            | neumática        | Construcciones y Auxiliar de Ferrocarriles, SA                                            | España           |
| FM-95A           | férrea           | Bombardier-Transportation México, SA de CV-Construcciones y Auxiliar de Ferrocarriles, SA | México           |
| NM-02            | neumática        | Bombardier Transportation México, SA de CV-Construcciones y Auxiliar de Ferrocarriles, SA | México España    |
| FE-07            | férrea           | Construcciones y Auxiliar de Ferrocarriles, SA                                            | España           |
| FE-10            | férrea           | Construcciones y Auxiliar de Ferrocarriles, SA                                            | España           |
| NM-16            | neumática        | Construcciones y Auxiliar de Ferrocarriles, SA                                            | México           |
| NM-22            | neumática        | CRRC Zhuzhou Locomotive                                                                   | China México     |

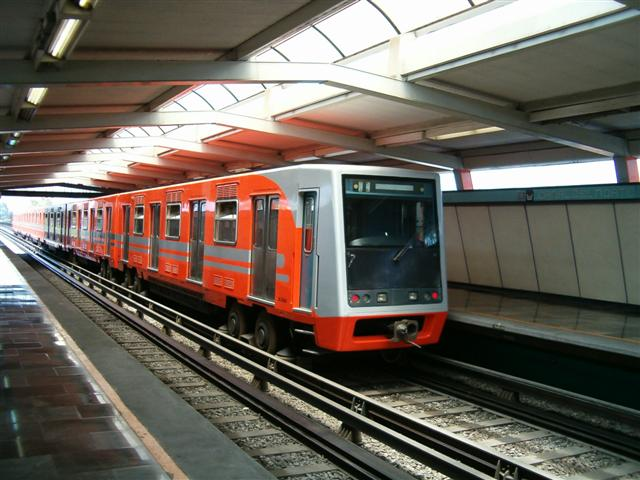
Tren NM-73A, rehabilitado por técnicos del Sistema de Transporte Colectivo.

Algunos de los modelos han entrado en un programa de rehabilitación para prolongar su vida útil de servicio. La tabla siguiente muestra los modelos y la compañía a cargo de la rehabilitación:
| Parque vehicular rehabilitado | Parque vehicular rehabilitado | Parque vehicular rehabilitado                                          | Parque vehicular rehabilitado |
| Modelo                        | Nomenclatura STC              | Rehabilitado por:                                                      |                               |
| ----------------------------- | ----------------------------- | ---------------------------------------------------------------------- | ----------------------------- |
| MP-68                         | MP-68 R93                     | Bombardier                                                             |                               |
| MP-68                         | MP-68 R96                     | Bombardier                                                             |                               |
| NM-73A                        |                               | Construcciones y Auxiliar de Ferrocarriles, SA                         |                               |
| NM-73A                        |                               | Técnicos del Sistema de Transporte Colectivo                           |                               |
| NM-73B                        |                               | Técnicos del Sistema de Transporte Colectivo                           |                               |
| MP-82                         |                               | Técnicos del Sistema de Transporte Colectivo-Alstom Mexicana, SA de CV |                               |

### Talleres de mantenimiento
El Sistema de Transporte Colectivo cuenta con diez talleres de mantenimiento, ocho son mantenimiento sistemático y dos de mantenimiento mayor. Los trenes entran al mantenimiento sistemático cada 10 000 kilómetros, al menos una vez por mes. Al de mantenimiento mayor los trenes entran cada 500 000 km. aproximadamente cada 5 años.
Los talleres sistemáticos están distribuidos por líneas en la siguiente forma: Zaragoza (línea 1 y 5), Tasqueña (línea 2), Rosario (línea 4, 6 y 7), Ticomán (línea 3 y 5), Ciudad Azteca (línea B), La Paz (línea A), Tláhuac (línea 12), Constitución de 1917 (línea 8), en estos talleres se atienden trenes diarios. Existen el Taller de Mantenimiento Mayor Ticomán, que atiende los modelos NM79 y NM83, los demás modelos (excepto férreos) son atendidos por el Taller de Mantenimiento Mayor Zaragoza.

## Directores
Desde 1967 a la fecha, el Sistema de Transporte Colectivo ha tenido 17 directores. El director es designado por el Jefe de Gobierno de la Ciudad de México.
| Director                      | Periodo                                         | Regente (1967-1997) Jefe de Gobierno (desde 1997) |
| ----------------------------- | ----------------------------------------------- | ------------------------------------------------- |
| Leopoldo González Sáenz       | 1967-1970                                       | Alfonso Corona del Rosal                          |
| Jorge Espinoza Ulloa          | 1970-1976                                       | Alfonso Martínez Domínguez Octavio Sentíes Gómez  |
| Julián Díaz Arias             | 1976-1982                                       | Carlos Hank González                              |
| Guillermo Cosío Vidaurri      | 1982-1983                                       | Ramón Aguirre Velázquez                           |
| Gerardo Ferrando Bravo        | 1983-1991                                       | Ramón Aguirre Velázquez                           |
| Gerardo Ferrando Bravo        | 1983-1991                                       | Manuel Camacho Solís                              |
| Emilio Mújica Montoya         | 1991-1994                                       |                                                   |
| Alfonso Caso Aguilar          | 1994-1998                                       | Óscar Espinosa Villarreal                         |
| Pedro Benítez Esparza         | 1998-1999                                       | Cuauhtémoc Cárdenas Solórzano                     |
| Raúl González Apaolaza        | 1999-2000                                       | Rosario Robles Berlanga                           |
| Javier González Garza         | 5 de diciembre de 2000 - 20 de febrero de 2004  | Andrés Manuel López Obrador                       |
| Florencia Serranía Soto       | 20 de febrero de 2004 - 4 de diciembre de 2006  | Andrés Manuel López Obrador                       |
| Francisco Bojórquez Hernández | 5 de diciembre de 2006 - 4 de diciembre de 2012 | Marcelo Ebrard Casaubón                           |
| Joel Ortega Cuevas            | 5 de diciembre de 2012 - 15 de julio de 2015    | Miguel Ángel Mancera Espinosa                     |
| Jorge Gaviño Ambriz           | 16 de julio de 2015 - 2 de marzo de 2018        | Miguel Ángel Mancera Espinosa                     |
| Jorge Jiménez Alcaraz         | 28 de marzo de 2018 - 4 de diciembre de 2018    | José Ramón Amieva Gálvez                          |
| Florencia Serranía Soto       | 5 de diciembre de 2018 - 28 de junio de 2021    | Claudia Sheinbaum Pardo Martí Batres Guadarrama   |
| Guillermo Calderón Aguilera   | 28 de junio de 2021 - 5 de mayo de 2025         | Claudia Sheinbaum Pardo Martí Batres Guadarrama   |
| Adrián Rubalcava Suárez       | 6 de mayo de 2025 - En el cargo                 | Clara Brugada Molina                              |

### Plantilla laboral

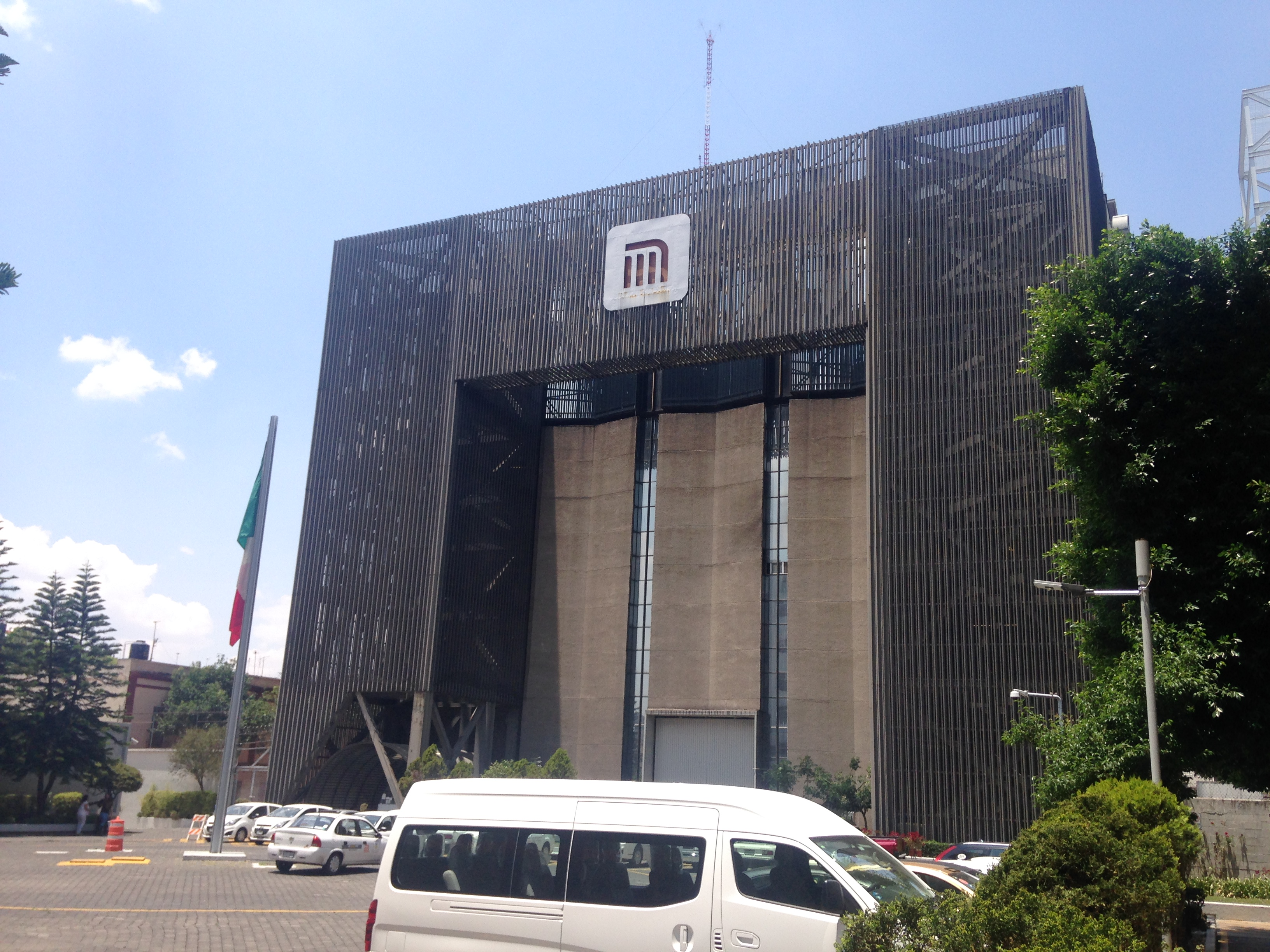
Control Central del Metro, calle de Delicias, Centro Histórico de Ciudad de México.

El Sistema cuenta con una plantilla de aproximadamente 15 000 empleados, los cuales desempeñan diversas labores: Administrativas, infraestructura y mantenimiento de trenes.

### Gasto eléctrico
En 2015 el gasto energético anual del metro era de 813 290 813 kilovatios (las referencias citadas indican kilovatios, pero probablemente las unidades sean kW-h), lo que equivalía a un gasto de $ 2 000 000 000.00. Durante la existencia de Luz y Fuerza del Centro, el Metro fue su principal cliente.

## Servicios

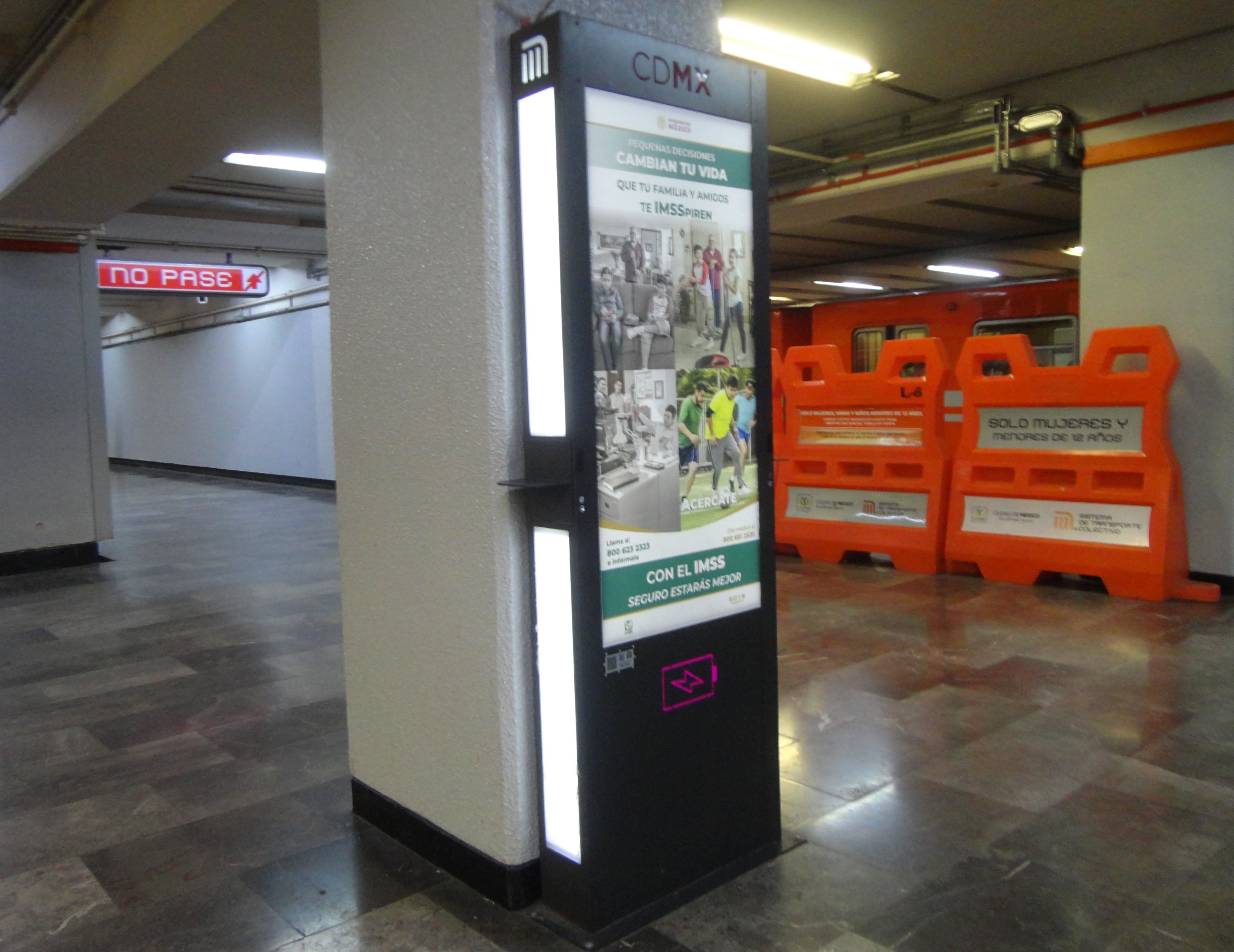
Tomacorrientes para cargar teléfonos celulares

Dentro de las instalaciones del Metro el usuario tiene disponibles servicios adicionales como:
- Vagones exclusivos para mujeres y menores de 12 años, en horario permanente, los 7 días de la semana.
- Asientos exclusivos para personas con discapacidad, adultos mayores, hombres o mujeres con niños y mujeres embarazadas.
- Tarjeta de Cortesía para personas con discapacidad para acceder gratuitamente.
- Ayuda para invidentes con placas en sistema braille y ranuras guía en el piso en algunas estaciones del sistema.
- Salvaescaleras (elevadores) para personas en silla de ruedas en algunas estaciones de las líneas 3 y 9.
- Sistema Audiometro que permite la transmisión de música ambiental o mensajes previa autorización.
- Pizarrones para la colocación de carteles de carácter estrictamente gubernamental o de beneficio social previa autorización.
- Vitrinas culturales para exposiciones temporales.
- Tomacorrientes para cargar de forma gratuita teléfonos móviles en algunas estaciones.

## Propuestas de expansión del sistema

### 2007-2012
Durante el gobierno de Marcelo Ebrard Casaubón se sometieron a estudios de factibilidad diversas propuestas para continuar con la expansión de la red del Metro. Las propuestas, que se conocieron a partir de 2007, consideraron:
- Ampliar la línea B hasta la estación Colegio Militar de la línea 2.
- Expandir la línea 4 de Santa Anita hacia la Central de Abastos de la Ciudad de México, por avenida Apatlaco.
- Llevar la línea 8 hacia la estación La Raza, de las líneas 3 y 5.
- Extender la línea 7 hacia el sur de Barranca del Muerto hacia la Av. San Jerónimo.
- Extender la línea 1 hasta la colonia Lomas de Santa Fe.
- Ampliar la línea 12 en 1.5 km hacia el poniente. Esta expansión llegaría hasta la Av. Alta Tensión.

### 2013-2018
Durante la administración de Miguel Ángel Mancera las propuestas fueron las siguientes:
- Ampliar la línea 12 de la estación Mixcoac hacia la zona alta de la demarcación Álvaro Obregón o hacia la estación Observatorio de la línea 1.[104]
- Ampliar en 13.2 km la línea A hacia el municipio de Chalco, en el estado de México.[105]
- Ampliar la línea 9 de la estación Tacubaya a la estación Observatorio de la línea 1.[106]
- Ampliar la línea 4 hacia Ecatepec, municipio del Estado de México.[107]

### 2018
La actual Jefa de Gobierno Claudia Sheinbaum ha propuesto un transporte masivo de pasajeros entre la estación Constitución de 1917 (línea 8) y el municipio de Ixtapaluca en el Estado de México. Una de las opciones para implementar este corredor de transporte considera la ampliación de la línea 8 del metro para conectarla con la línea A en la estación Santa Marta.

### 2020-2040
El 1 de octubre de 2020 se dio a conocer el Plan General de Desarrollo de la Ciudad de México, en su versión 2020 con horizonte al 2040. En dicho plan se hace la propuesta de crecimiento para el transporte de la Ciudad de México y Área Metropolitana, incluida la red del Metro, dando a conocer 8 propuestas de ampliación para líneas ya existentes y 4 nuevos corredores para nuevas líneas de este sistema.
Las propuestas de ampliación presentadas en este plan son las siguientes:
- Ampliación línea 4: Este corredor pretende partir desde la terminal actual Santa Anita hasta las inmediaciones del deportivo Xochimilco, esto sobre partes del Eje 2 Oriente, Avenida Prolongación División del Norte y Avenida Francisco Goitia.
- Ampliación línea 5: Partiendo de la terminal actual Politécnico hasta comunicar con el tren suburbano Tlalnepantla, donde se ubicaría la nueva terminal de esta línea.
- Ampliación línea 6: Corredor que iniciaría desde la terminal actual Martín Carrera hasta Villa de Aragón, comunicando con su estación homóloga de la línea B.
- Ampliaciones línea 7: Dos ampliaciones contempladas para esta línea, la primera para el tramo norte de El Rosario a de igual manera Tlalnepantla como la propuesta de la línea 5; del otro lado, la propuesta sur pretende partir desde la estación Barranca del Muerto hasta San Jerónimo.
- Ampliación línea 8: Para la zona norte de la ciudad, partiendo de la terminal actual Garibaldi-Lagunilla, para terminar comunicando a la estación Martín Carrera junto con las líneas 4 y 6 del mismo sistema.
- Ampliación línea 9: Este iniciará su recorrido en la terminal actual Tacubaya y se dirigirá hacia la estación Observatorio para comunicar con las líneas 1 y 12 por la emergente necesidad de conexión a esta zona por el alza de afluencia que se generará por el Tren Interurbano México-Toluca.
- Ampliación línea 12: De igual manera se dirigirá hasta Observatorio, partiendo de su terminal actual Mixcoac, estando esta en construcción. Se contempla dentro de los proyectos en este plan debido a que la ampliación sigue en proceso de construcción y no ha sido inaugurada hacia los usuarios.
- Ampliación línea B: Siendo esta la última propuesta de ampliación, partiendo desde la terminal actual Buenavista, hasta comunicar con el Hipódromo de las Américas, en el poniente de la ciudad.

Pasando con las propuestas de nuevos corredores presentados en este plan son los siguientes:
- Propuesta Línea 10: Esta propuesta pretende circular sobre toda la avenida de los insurgentes, partiendo desde Indios Verdes hasta llegar a la zona arqueológica de Cuicuilco, recorriendo de manera parcial y paralelamente a la línea 1 del Metrobús.
- Propuesta línea 11: El trazo propuesto para esta línea partiría desde el Aeropuerto Internacional Benito Juárez, conectando con la línea 5 del metro, hasta el hipódromo de las Américas en Lomas de Sotelo. Esta línea pretende cruzar por zonas como San Lázaro, el Zócalo de la Ciudad, el ángel de la independencia, Chapultepec y Polanco.
- Propuesta línea 13: Línea cuyo origen se establecería desde la estación Valentín Campa de la línea 12 del Metro, y su destino estaría sobre la intersección de la avenida Bordo de Xochiaca, Lázaro Cárdenas y Carmelo Pérez, esto en el municipio de Nezahualcóyotl en el Estado de México. La línea correría sobre el Eje 6 Sur, esto hasta el entronque de los Ejes 5 y 6 Sur junto la avenida República Federal del Sur, justo en esta última avenida se desviaría la ruta para dirigirse sobre esta, siendo recto hasta llegar al punto final de este trazo. Queda a destacar que la terminal de esta ruta conectaría con la estación "Las Torres" del Mexibús línea 3.
- Propuesta línea 14: Partiendo de igual manera sobre la avenida Bordo de Xochiaca pero con intersección en la avenida Adolfo López Mateos, de igual manera en el municipio de Nezahualcóyotl en el Estado de México, hasta el Estadio Olímpico México 68. Esta ruta promete pasar por diversas vialidades y puntos de interés, destacando el Centro de Nezahualcóyotl, la Central de Abastos en la alcaldía Iztapalapa, la Central de Autobuses del Sur, Ciudad Universitaria y para finalizar en el Estadio antes mencionado.
- Propuesta línea C: Siendo la última propuesta de este plan, partiría del Hipódromo de las Américas, para circular sobre el anillo Periférico, Manuel Ávila Camacho, teniendo una ligera desviación para comunicar con el Metro Cuatro Caminos, para de nueva cuenta seguir corriendo sobre Periférico, esto hasta llegar a la intersección de esta avenida hasta el encuentro con las vialidades Convento de Tepotzotlán y Convento de Santa Mónica, donde finalizaría este trazo.

## Cultura y ciencia
La cultura ha estado presente desde el inicio de la construcción del sistema. Basamentos piramidales (como el adoratorio al dios mexica Ehécatl), una escultura de la diosa Coatlicue y restos de mamut, son algunos ejemplos de los rescates efectuados por el Instituto Nacional de Antropología e Historia de México durante las obras civiles. El adoratorio a Ehécatl en la estación Pino Suárez, entre las líneas 1 y 2, es llamada la zona arqueológica más pequeña de México por el INAH. Es indirectamente transitada por hasta 54 millones de personas al año.

### Hallazgos arqueológicos
Los trabajos de construcción de las líneas del sistema han dado como resultado más de 20 mil hallazgos de piezas y estructuras arqueológicas correspondientes a prácticamente la totalidad de la presencia humana en la Cuenca de México. Desde restos de fauna del Pleistoceno y homínidos, hasta restos humanos, objetos y estructuras prehispánicas, virreinales, decimonónicas y de principios del siglo XX. El Metro ha sido una oportunidad de obtener indicios humanos de distintos periodos de la historia de sus habitantes en zonas densamente urbanizadas debido a las excavaciones necesarias para el transcurso de las vías. Además de ser un medio de transporte público que ha provocado una gran cantidad de hallazgos y salvamentos arqueológicos como ninguna otra en el mundo, ha permitido tener con mayor claridad el patrón de asentamiento de la capital mexicana y analizar su subsuelo en distintas etapas, así como confirmar hipótesis o conocer nuevos datos.
- Línea 1

Los hallazgos arqueológicos integran varios descubrimientos; sobre Izazaga entre las calles Niño Perdido (actualmente Eje Central Lázaro Cárdenas) y 20 de Noviembre y se encontraron fragmentos de cerámica, monedas, madera, metal, vidrio, restos óseos humanos y de animal.
Dentro de los descubrimientos más importantes se encuentra un omichicahuaztli elaborado con un fémur que era usado probablemente como instrumento musical, hallado en la esquina de las calles Izazaga y Bolívar camino a Isabel la Católica a 2.30 m de profundidad correspondiente al periodo prehispánico tardío. Frente al convento de Montserrat, ubicado en Isabel la Católica e Izazaga, se descubrieron entierros coloniales situados en la parte principal de la iglesia y bajo el piso de la entrada así como todos los muros y cimientos de la misma pertenecientes a la época colonial. Se encontraron dentro de la calle Izazaga y Bolívar y Niño Perdido, a profundidades de 1.40 a 2 m, 150 vasijas en completo estado y también una escultura de la diosa Coatlicue correspondiente al periodo Postclásico.
- Línea 2

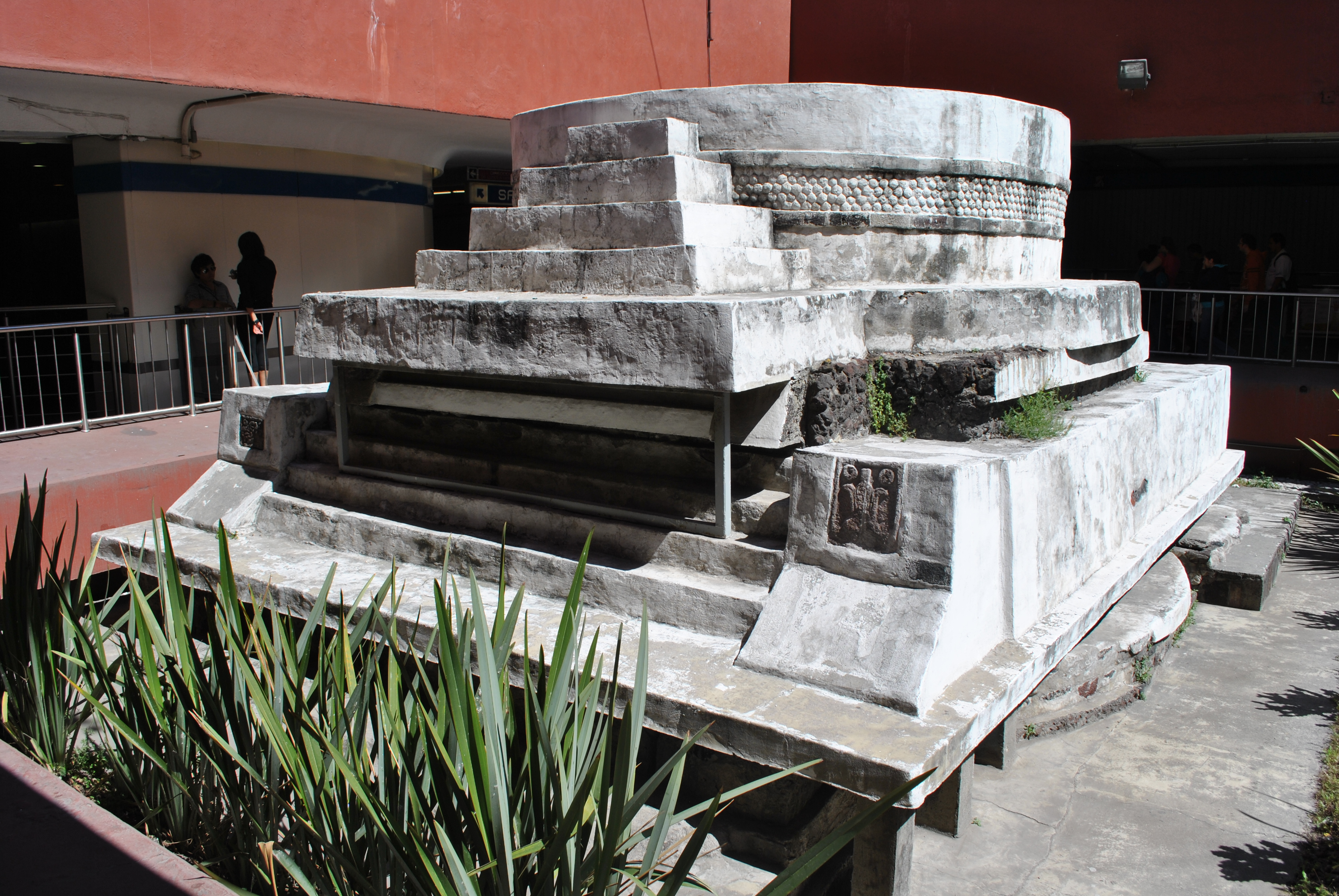
Adoratorio al dios mexica Ehécatl, localizado en la estación Pino Suárez de la línea 2.

Dentro de los hallazgos más importantes se encuentra un centro ceremonial ubicado en la estación Pino Suárez del cual se conservan en el lugar seis piezas de un adoratorio expuestas en un patio hundido dedicado en sus inicios a Ehécatl-Quetzalcóatl y tiempo después a Tláloc junto con numerosas ofrendas a esta última deidad, así como una cabeza de jaguar en escultura y dibujos prehispánicos que representan a un guerrero con una macana en una mano y un escudo en la otra. Otras hallazgos dentro de la construcción de esta línea fueron más entierros coloniales, pisos y un muro de presunto origen prehispánico ubicados en la iglesia de San Gabriel de Árcangel, así como restos de cerámica pertenecientes al Preclásico y Posclásico tardío en la ampliación de la línea en dirección al poniente. Todos estos hallazgos fueron dirigidos por el arqueólogo Jordi Gussinyer en el periodo de 1968 a 1970.
- Línea 3

Durante su proyección al sur se encontró un asentamiento con tradición teotihuacana en San Lorenzo Xochimanca, así como enterramientos correspondientes al Pos clásico Tardío en Miguel Ángel de Quevedo y Av. Universidad. Por otro lado, en la ampliación norte de la línea que termina en los Talleres de Ticomán en donde se halló la osamenta de un mamut del Pleistoceno, que en el Preclásico fue lugar de enterramiento, así como vestigios de la única aldea registrada productora de sal del Postclásico tardío, descubiertos en 1982 por la dirección de los arqueólogos Sánchez Nava y Sánchez Vázquez. 
- Línea 4

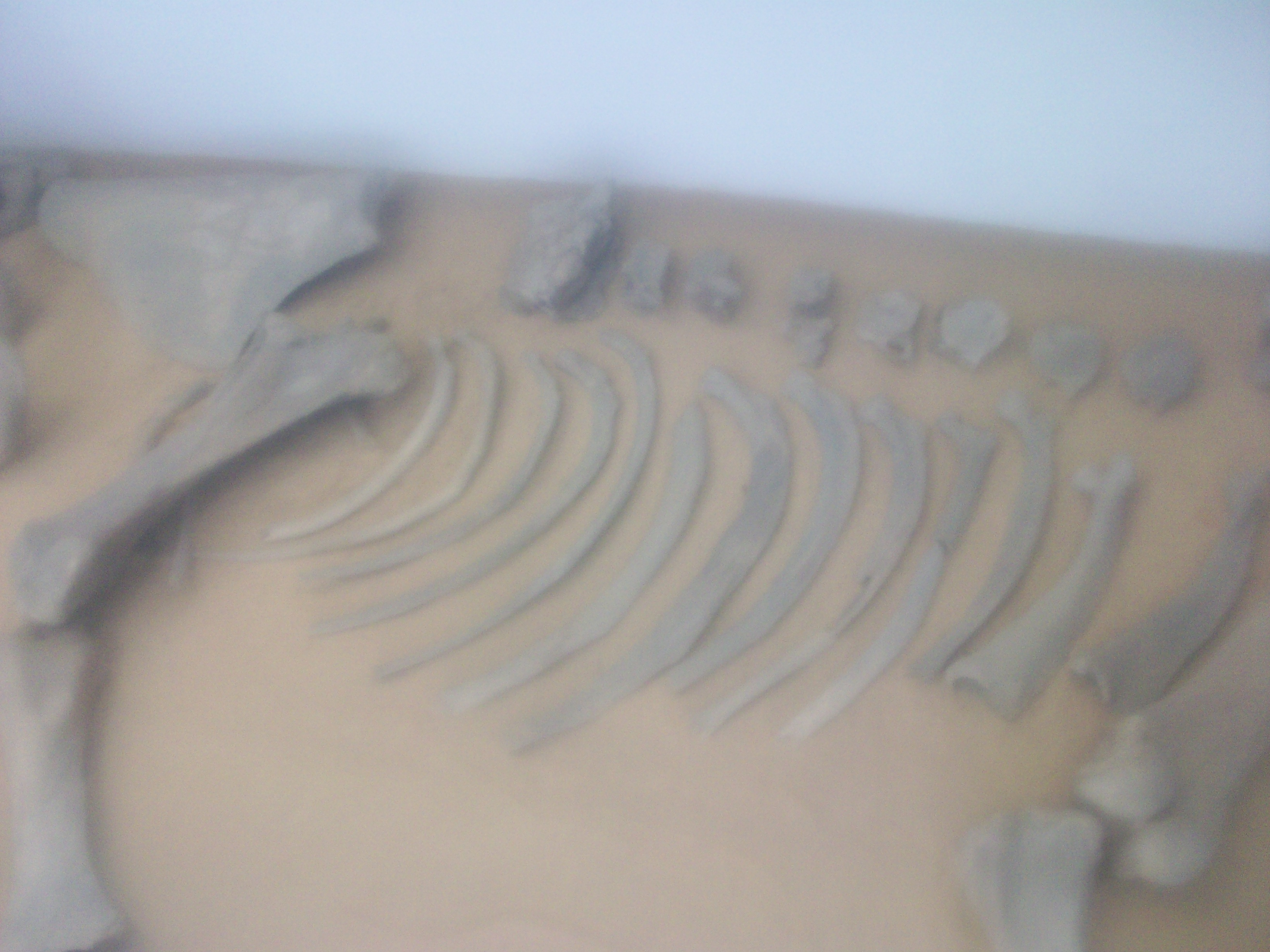
Restos óseos de fauna pleistocénica (mamut)

Durante su construcción se hallaron diferentes vestigios pertenecientes a distintas épocas, o dentro de los más notables se encuentran los restos de óseos de un mamut en la estación Talismán, así como canales que conectaban con el canal de la Viga pertenecientes a la época prehispánica del Posclásico Tardío en la zona de Santa Anita. En la Candelaria se halló una zona habitacional y un embarcadero, así como lebrillos y osarios pertenecientes al Hospital Colonial de San Lázaro en 1982. 

### Arquitectura
Para diseñar y construir las estaciones de la primera línea se tuvo la asesoría de distinguidos arquitectos Enrique del Moral, Félix Candela, Salvador Ortega y Luis Barragán. Algunos ejemplos de su legado al sistema son las estaciones San Lázaro, Candelaria y Merced de la línea 1, obra de Félix Candela.

### Artes plásticas
Las artes plásticas tienen un lugar privilegiado en las instalaciones del Metro. Los murales y esculturas que conforman el patrimonio cultural del Metro son obra de una larga lista de artistas:
- Alberto Castro Leñero
- Ariosto Otero Reyes
- Arturo Estrada
- Arturo García Bustos
- Daniel Kent
- David Lach
- Gerard Economus
- Graziella Scotese
- Guillermo Ceniceros
- Janitzio Escalera
- Jean Paul Chambas
- José de Guimarães
- José Luis Elías Jáuregui
- José Luis Elías Jáuregui
- Luis López Loza
- Luis Y. Aragón
- Martha Tanguma
- Patricia Torres
- Rafael Cauduro
- Rina Lazo
- Rodolfo Morales[120][121]

El 30 de noviembre de 1988 se inauguró el Túnel de la Ciencia en la estación La Raza, en el pasillo que conduce de la línea 3 a la línea 5. El largo transbordo ofrece al usuario una vista de paneles electrónicos y fotográficos con ambientación de diversos temas, y una representación de la bóveda celeste en la parte central del túnel. En la entrada por línea 5 se encuentran salas de hologramas, iluminación eficiente, consulta y usos múltiples, además, vitrinas para exposiciones temporales.
Desde 1994 el Sistema de Transporte Colectivo, en coordinación con otras instituciones, celebra cada octubre una serie de actividades de divulgación científica llamadas Octubre, mes de la Ciencia y la Tecnología en varias estaciones del sistema. Las actividades incluyen exposiciones, talleres y conferencias de diversos temas.

### Obras de arte

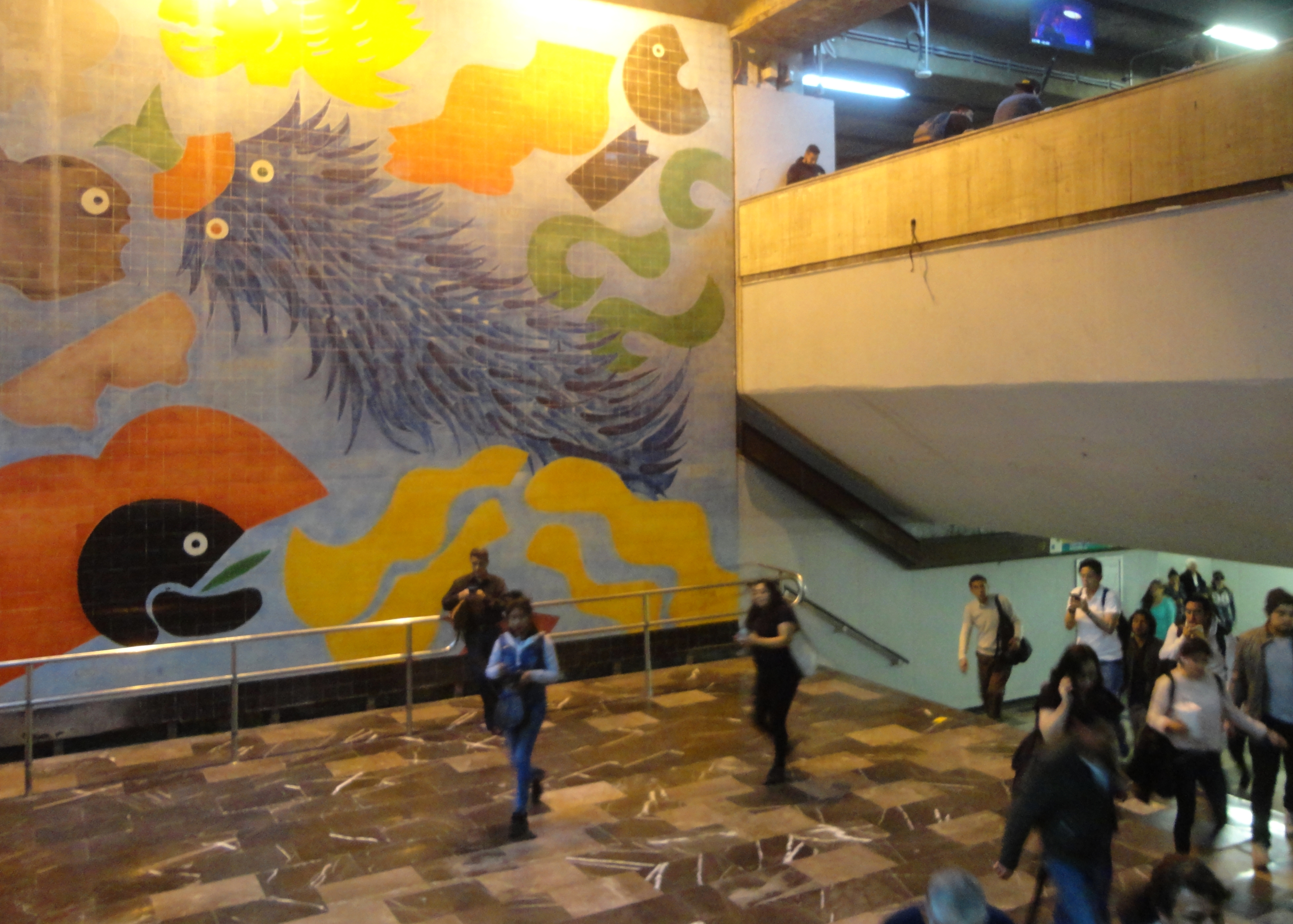
Mural Civilización y Cultura de José de Guimarães, estación Chabacano.

El metro de la Ciudad de México es un rincón para las artes. Dentro de los pasillos de sus 12 líneas, están albergadas diferentes expresiones artísticas que van desde: esculturas, murales, piezas de arqueología mexicana, exposiciones fotográficas y otras.
En el año de 1997, el Metro inició un programa conocido como “El metro, un espacio para la cultura”, el cual se realizó gracias a un convenio con el Consejo Nacional para la Cultura y las Artes. Este, logró contribuir a la difusión de la cultura con la participación de artistas mexicanos dentro de este espacio de una manera masiva, lo cual ayudó a que los jóvenes pudieran exhibir sus trabajos. Muestra de esto, fue la exposición “Imágenes de fin de siglo” que se realizó después de la firma del convenio para ser parte del "Festival del Centro Histórico de la Ciudad de México". Después de esta acción, se realizó una ceremonia para la entrega de once espacios para la Cultura y las Artes.
Como parte de los homenajes a los pintores, poetas y artistas plásticos mexicanos como José Luis Cuevas, Carlos Pellicer y Raúl Anguiano, entre otros, el metro participó realizando una serie de carteles que fueron parte del proyecto “Los poetas viajan en el Metro”. Esto en colaboración con el Gobierno del Departamento del Distrito Federal.
En ese mismo año (1997), la Unidad Cultural del Metro, en colaboración con el ISSSTE, así como con la Delegación Regional Poniente crearon un nuevo recinto, el conocido "Foro de Teatro Universitario", el cual se ubica en el vestíbulo de la estación de Copilco de la Línea 3.
Los murales dentro de las estaciones que conforman el patrimonio cultural del Metro, son:
| Nombre                                                                                | Año  | Autor                                                                   | Técnica                                                                                            | Dimensiones     | Línea | Estación                   |
| ------------------------------------------------------------------------------------- | ---- | ----------------------------------------------------------------------- | -------------------------------------------------------------------------------------------------- | --------------- | ----- | -------------------------- |
| Alegoría a la Ciudad de México y el Sistema de Transporte Colectivo                   | 2007 | José Luis Elías Jáuregui                                                | Acrílico/Tela                                                                                      | 9 m²            | 5     | Pantitlán                  |
| Andrómeda 1 y 2                                                                       |      | Martha Tanguma                                                          | Acrílico/Fibra de vidrio                                                                           | 23.9 m²         | 3     | Coyoacán                   |
| Civilización y cultura                                                                | 1996 | José de Guimarães                                                       | Cerámica/Muro                                                                                      | 120 m²          | 9     | Chabacano                  |
| Cosmos o la historia del principio                                                    | 1996 | Janitzio Escalera                                                       | Cerámica policromada con vidriado sin plomo/muro                                                   | 7.28 m²         | 8     | Iztapalapa                 |
| Del Códice al Mural                                                                   | 1987 | Guillermo Ceniceros                                                     | Acrílico/Fibra de vidrio                                                                           | 600 m²          | 1     | Tacubaya                   |
| Elementos (4 módulos)                                                                 | 2006 | Alberto Castro Leñero                                                   | Azulejo tipo talavera y cerámica                                                                   | 40 m²           | 2     | Tasqueña                   |
| Metro de Londres- Metro de París                                                      | 1990 | Rafael Cauduro                                                          | Acrílico                                                                                           | 75.6 m²         | 1     | Insurgentes                |
| El perfil del tiempo                                                                  |      | Guillermo Ceniceros                                                     | Acrílico/Fibra de vidrio                                                                           | 1000 m²         | 3     | Copilco                    |
| Encuentro con la luz                                                                  | 1973 | Luis López Loza                                                         | Acrílico/Tela                                                                                      | 155 m²          | 1     | Isabel la Católica         |
| Encuentro de culturas                                                                 | 2007 | Graziella Scotese                                                       | Acrílico/Tela                                                                                      | 13.20 m²        | 3     | División del Norte         |
| Estrella de los vientos                                                               | 1982 | David Lach                                                              | Acrílico/Fibra de vidrio                                                                           | 51.39 m²        | 4     | Santa Anita                |
| Juárez y la antorcha liberal                                                          |      | Jesús Cristóbal Flores Carmona                                          | Mixta sobre MDF. Policromía a base de esmalte                                                      | 20 por 2.40 m   |       | Edificio Principal del STC |
| La creación, la tecnología y la evolución homenaje al Ing. Juan Manuel Ramírez Caraza |      | Juan Carlos Garcés, Cristóbal Flores, Jesús Sánchez y Leonardo Escobar. | Mixta sobre muro de concreto armado prefabricado. Policromía a base de piroxilina, acrílico y óleo | 2.40 por 7.50 m |       | Vestíbulo del PCC I        |
| La técnica al servicio de la patria                                                   | 1996 | José Luis Elías Jáuregui                                                | Acrílico                                                                                           | 31.2 m²         | 5     | Politécnico                |
| La universidad en el umbral del siglo XXI                                             | 1989 | Arturo García Bustos                                                    | Acrílico/Tela                                                                                      | 55 m²           | 3     | Universidad                |
| Medicina tradicional y medicina contemporánea                                         | 1988 | Arturo Estrada                                                          | Acrílico/Madera                                                                                    | 44 m²           | 3     | Centro Médico              |
| Monstruos de fin de milenio                                                           | 2008 | Ariosto Otero Reyes                                                     | Acrílico sobre una base de granito de mármol y paneles de madera                                   | 7.32 por 2.74 m | 5     | La Raza                    |
| Muro de las lamentaciones                                                             |      | Daniel Kent                                                             | Mosaíco y barro cocido                                                                             | 41.8 m²         | 6     | Lindavista                 |
| Paisajes cálidos y fríos                                                              | 1981 | David Lach                                                              | Acrílico/Fibra de vidrio                                                                           | 19.74 m²        | 5     | Terminal Aérea             |
| Reproducción mural de Bonampak                                                        | 1970 | Rina Lazo                                                               | Acrílico/Tela                                                                                      | 29.88 m²        | 2     | Bellas Artes               |
| Tlaltilco y Cuitzeo                                                                   | 1981 | David Lach                                                              | Acrílico/Fibra de vidrio                                                                           | 14.91 m²        | 5     | Terminal Aérea             |
| Un paisaje de color para todos                                                        | 2002 | Gerard Economus                                                         | Acrílico/Fibra de vidrio                                                                           | 10 m²           | 4     | Santa Anita                |
| Vida académica de la UAM                                                              |      | Patricia Torres                                                         | Acrílico                                                                                           | 155.9 m²        | 8     | UAM-I                      |
| Visión del Mictlán                                                                    | 1988 | Luis Y. Aragón                                                          | Escultomural                                                                                       | 297 m²          | 7     | Barranca del Muerto        |
| Visión de un artista francés sobre México                                             |      | Jean Paul Chambas                                                       | Acrílico/Tela                                                                                      | 140 m²          | 8     | Bellas Artes               |
| Visión de un artista mexicano sobre Francia                                           | 1998 | Rodolfo Morales                                                         | Acrílico/Tela                                                                                      | 140 m²          | 8     | Bellas Artes               |

### Leer de Boleto en el Metro
Leer de Boleto en el Metro es un programa de fomento a la lectura promovido por el gobierno de la Ciudad de México. Se lanzó por primera vez en 2004 en la línea 3 del Metro que va de Indios Verdes a Universidad. En 2015 inició la segunda etapa del programa en la misma línea. Los usuarios de la línea 3 pueden tomar un libro de los 52 estantes instalados en las 21 estaciones al entrar al Metro y devolverlo al salir. Los libros son antologías de cuentos, poesías y relatos de escritores reconocidos como Ángeles Mastretta, Elena Poniatowska, José Emilio Pacheco, entre otros. Se colocan cerca de 250 mil ejemplares y la tasa de devolución de la segunda etapa del programa fue de 71 %.
El 18 de mayo del 2005 inició el programa Ciencia de Boleto en el Metro. Con la colaboración de la Dirección General de Divulgación de la Ciencia de la Universidad Nacional Autónoma de México, se distribuyeron en la red del Metro, en distintas temporadas, una serie de fascículos (todos de aproximadamente 25 páginas) acerca de temas diversos de las ciencias. El programa consistía en poner, en distintos puntos de la red del Metro, los fascículos a disposición de las personas con el propósito de que los lean y que los devuelvan en alguno otro de los puntos. La primera serie incluyó:
- Asómate a la materia: ¿Qué es un semiconductor?
- ¿Cómo es un átomo?
- El alacrán y su piquete
- El metro, los alimentos y la biotecnología
- El mundo de la célula
- México y el cambio climático global
- Sismos
- Tectónica de placas

Otros títulos fueron:
- Biodiversidad
- Conducta sexual
- Derrumbes: una luz al final del tunel
- El auto eléctrico: una solución apremiante
- ¿Los insectos se comen?[131]
- Nuevos materiales
- ¿Qué es la biorremediación?
- Visita al Observatorio en 1928